# NASCAR Nextel Cup 2007

NASCAR-Nextel-Cup-Logo

Der NASCAR Nextel Cup 2007 begann am 10. Februar auf dem Daytona International Speedway mit dem Budweiser Shootout und endete am 18. November mit dem Ford 400 auf dem Homestead-Miami Speedway. Der Chase for the Nextel Cup begann am 16. September 2007 mit dem Sylvania 300 auf dem New Hampshire International Speedway.

## Teilnehmer
Jedes Nextel-Cup-Rennen hatte ein Starterfeld von 43 Autos. Die ersten 35 der Owner Points (Punktestand der jeweiligen Besitzer eines Rennwagens) des Jahres 2006 hatten einen garantierten Startplatz bei den ersten fünf Rennen im Jahr 2007. Wenn ein Fahrer zu einem neuen Team wechselte, hatte der keinen garantierten Startplatz mehr, es sei denn, es war in den Top 35 der Owner Points. Sein altes Team jedoch hatte einen garantierten Startplatz, sofern es in den Top 35 war. Wenn ein früherer Champion jedoch nicht in diesen Top 35 war und es auch nicht schaffte sich für das Rennen zu qualifizieren, konnte er auf ein sogenanntes Past Champion Provisional zurückgreifen, was ihm einen Startplatz garantierte. Jedoch war dieses Past Champion Provisional auf eine Anzahl von sechs Rennen in dieser Saison beschränkt.
Teams, die nicht in diesen Top 35 waren und auch keinen Past Champion Provisional hatten, mussten sich ihren Startplatz erfahren. Wenn 47 Autos sich für ein Rennen qualifizieren wollten und keiner ein Past Champion Provisional benutzte, dann kämpften zwölf Autos um noch acht zu vergebene Startplätze. Von diesen zwölf qualifizierten sich die acht schnellsten für das Rennen.

### Ganzjahresteilnehmer
Diese Autos nahmen an allen 36 Nextel-Cup-Rennen teil.
| Nummer   | Fahrer                                                                | Wagen     | Sponsor(en)                                                          | Team                                            | Platzierung 2006 |
| -------- | --------------------------------------------------------------------- | --------- | -------------------------------------------------------------------- | ----------------------------------------------- | ---------------- |
| 00       | David Reutimann (R)/ P. J. Jones                                      | Toyota    | Domino’s Pizza / Burger King                                         | Michael Waltrip Racing / PPI Motorsports        | 37.              |
| 1        | Martin Truex junior                                                   | Chevrolet | Bass Pro Shops / Tracker                                             | Dale Earnhardt, Inc.                            | 19.              |
| 01       | Mark Martin / Regan Smith (R) / Aric Almirola                         | Chevrolet | U.S. Army                                                            | Dale Earnhardt, Inc.                            | 28.              |
| 2        | Kurt Busch                                                            | Dodge     | Miller Lite                                                          | Penske Racing South                             | 16.              |
| 4        | Ward Burton                                                           | Chevrolet | State Water Heaters                                                  | Morgan-McClure Motorsports                      | 39.              |
| 5        | Kyle Busch                                                            | Chevrolet | Kellogg’s / Carquest                                                 | Hendrick Motorsports                            | 10.              |
| 6        | David Ragan (R)                                                       | Ford      | AAA                                                                  | Roush Fenway Racing                             | 9.               |
| 7        | Robby Gordon                                                          | Ford      | Jim Beam / Harrah’s                                                  | Robby Gordon Motorsports                        | 31.              |
| 07       | Clint Bowyer                                                          | Chevrolet | Jack Daniel’s                                                        | Richard Childress Racing                        | 17.              |
| 8        | Dale Earnhardt junior                                                 | Chevrolet | Budweiser                                                            | Dale Earnhardt, Inc.                            | 5.               |
| 9        | Kasey Kahne                                                           | Dodge     | Dodge Dealers / UAW                                                  | Gillett Evernham Motorsports                    | 8.               |
| 10       | Scott Riggs / Patrick Carpentier                                      | Dodge     | Valvoline / Stanley Tools                                            | Gillett Evernham Motorsports                    | 20.              |
| 11       | Denny Hamlin                                                          | Chevrolet | FedEx                                                                | Joe Gibbs Racing                                | 3.               |
| 12       | Ryan Newman                                                           | Dodge     | Alltel / Mobil 1 / Sony / Kodak                                      | Penske Racing South                             | 18.              |
| 13       | Joe Nemechek                                                          | Chevrolet | CertainTeed / Bacardi                                                | ehemals Ginn Racing – Team existiert nicht mehr | Neues Team       |
| 14       | Sterling Marlin                                                       | Chevrolet | Waste Management / Panasonic                                         | Ginn Racing                                     | 36.              |
| 15 (13)  | Paul Menard (R)                                                       | Chevrolet | Menards / Peak Antifreeze                                            | Dale Earnhardt, Inc. Ownerpoints der #13        | 44.              |
| 16       | Greg Biffle                                                           | Ford      | Ameriquest / 3M                                                      | Roush Fenway Racing                             | 13.              |
| 17       | Matt Kenseth                                                          | Ford      | DeWalt / Carhartt / R+L Carriers / USG Sheetrock                     | Roush Fenway Racing                             | 2.               |
| 18       | J. J. Yeley                                                           | Chevrolet | Interstate Batteries                                                 | Joe Gibbs Racing                                | 30.              |
| 19       | Elliott Sadler                                                        | Dodge     | Dodge Dealers / UAW                                                  | Gillett Evernham Motorsports                    | 34.              |
| 20       | Tony Stewart                                                          | Chevrolet | The Home Depot                                                       | Joe Gibbs Racing                                | 11.              |
| 21       | Ken Schrader / Jon Wood (R) / Bill Elliott                            | Ford      | Little Debbie / US Air Force / Motorcraft / Delimex                  | Wood Brothers/JTG Racing                        | 33.              |
| 22       | Dave Blaney                                                           | Toyota    | Caterpillar                                                          | Bill Davis Racing                               | 27.              |
| 24       | Jeff Gordon                                                           | Chevrolet | DuPont / Nicorette / Pepsi                                           | Hendrick Motorsports                            | 6.               |
| 25       | Casey Mears                                                           | Chevrolet | GMAC / National Guard                                                | Hendrick Motorsports                            | 15.              |
| 26       | Jamie McMurray                                                        | Ford      | Crown Royal / Irwin Industrial Tools / Sharpie Pens                  | Roush Fenway Racing                             | 24.              |
| 29       | Kevin Harvick                                                         | Chevrolet | Shell Oil / Reese’s / GM Goodwrench                                  | Richard Childress Racing                        | 4.               |
| 31       | Jeff Burton                                                           | Chevrolet | Cingular Wireless / Sylvania / Prilosec OTC / Lenox Industrial Tools | Richard Childress Racing                        | 7.               |
| 34       | Kevin Lepage                                                          | Dodge     |                                                                      | Front Row Motorsports                           | 43.              |
| 36 (23)* | Jeremy Mayfield / Butch Leitzinger / Mike Skinner / Johnny Benson     | Toyota    | 360 OTC / Caterpillar                                                | Bill Davis Racing                               | Neues Team       |
| 37       | Kevin Lepage / John Andretti / Brian Simo / Boris Said                | Dodge     |                                                                      | Front Row Motorsports / R&J Racing              | 42.              |
| 38       | David Gilliland                                                       | Ford      | M&M’s                                                                | Yates Racing                                    | 25.              |
| 40       | David Stremme                                                         | Dodge     | Coors Light / Tums                                                   | Chip Ganassi Racing                             | 32.              |
| 41       | Reed Sorenson                                                         | Dodge     | Target / Tums                                                        | Chip Ganassi Racing                             | 23.              |
| 42       | Juan Pablo Montoya (R)                                                | Dodge     | Texaco Havoline / Wrigleys Big Red                                   | Chip Ganassi Racing                             | 14.              |
| 43       | Bobby Labonte                                                         | Dodge     | General Mills                                                        | Petty Enterprises                               | 21.              |
| 44       | Dale Jarrett                                                          | Toyota    | UPS                                                                  | Michael Waltrip Racing                          | Neues Team       |
| 45       | Kyle Petty / John Andretti / Chad McCumbee / Kenny Wallace            | Dodge     | Wells Fargo / Marathon / Coca-Cola / NTB                             | Petty Enterprises                               | 35.              |
| 48       | Jimmie Johnson                                                        | Chevrolet | Lowe’s                                                               | Hendrick Motorsports                            | 1.               |
| 49       | Mike Bliss / Chad Chaffin / Ken Schrader / Klaus Graf / John Andretti | Dodge     | Paralyzed Veterans of America / LifeLock                             | BAM Racing                                      | 40.              |
| 55       | Michael Waltrip / Terry Labonte                                       | Toyota    | NAPA Auto Parts                                                      | Michael Waltrip Racing                          | 38.              |
| 66       | Jeff Green                                                            | Chevrolet | Best Buy                                                             | Haas CNC Racing                                 | 29.              |
| 70       | Johnny Sauter                                                         | Chevrolet | Yellow Transportation                                                | Haas CNC Racing                                 | 71.              |
| 78       | Kenny Wallace / Scott Wimmer / Joe Nemechek / Sterling Marlin         | Chevrolet | Furniture Row                                                        | Furniture Row Racing                            | 41.              |
| 83       | Brian Vickers                                                         | Toyota    | Red Bull                                                             | Team Red Bull                                   | 78.              |
| 84       | A. J. Allmendinger (R)                                                | Toyota    | Red Bull                                                             | Team Red Bull                                   | Neues Team       |
| 88       | Ricky Rudd / Kenny Wallace                                            | Ford      | Snickers                                                             | Yates Racing                                    | 22.              |
| 96       | Tony Raines / Ron Fellows                                             | Chevrolet | Texas Instruments DLP HDTV                                           | Hall of Fame Racing                             | 26.              |
| 99       | Carl Edwards                                                          | Ford      | Office Depot                                                         | Roush Fenway Racing                             | 12.              |

* = Der #36 Toyota ist im 16. Rennen am 24. Juni 2007 auf dem Infineon Raceway als #23 gefahren, da Caterpillar, der Sponsor des #36 für dieses Rennen, aufeinanderfolgende Nummern haben wollte. Der #22 Toyota fährt die volle Saison mit Caterpillar als Hauptsponsor.
(R) = Rookie (Neuling)

### Teilzeit-Teilnehmer
Diese Autos nahmen nur bei ein paar Rennen in dieser Saison teil.
| Nummer | Fahrer                                                     | Sponsoren                                                                             | Marke     | Team                         | Owner Points 2007 |
| ------ | ---------------------------------------------------------- | ------------------------------------------------------------------------------------- | --------- | ---------------------------- | ----------------- |
| 02     | Brandon Ash                                                | Sprinter Trucking                                                                     | Dodge     | Ash Racing                   | 61.               |
| 04     | Eric McClure                                               | Hefty Brand / Crabby Joe’s                                                            | Chevrolet | Morgan-McClure Motorsports   | 68.               |
| 06     | Sam Hornish junior                                         | Penske Truck Rental / Mobil 1 / Kenwood                                               | Dodge     | Penske Racing                | 51.               |
| 08     | Joe Nemechek / Carl Long                                   | Fans on Board / E&M Motorsports                                                       | Dodge     | E&M Motorsports              | 53.               |
| 09     | Mike Wallace / Sterling Marlin                             | Miccosukee Indian Reservation                                                         | Chevrolet | Phoenix Racing               | 52.               |
| 23     | Mike Skinner                                               | Toyota Camry                                                                          | Toyota    | Bill Davis Racing            | 71.               |
| 27     | Kirk Shelmerdine                                           | Lilly Trucking of Virginia                                                            | Chevrolet | Kirk Shelmerdine Racing      | 64.               |
| 27     | Jacques Villeneuve                                         | UNICEF                                                                                | Toyota    | Bill Davis Racing            | 55.               |
| 30     | Stanton Barrett                                            | in Bad Boy Power Drink / Interush / Pro30.com                                         | Chevrolet | Ware Racing                  | 66.               |
| 33     | Scott Wimmer                                               | Holiday Inn / Camping World                                                           | Chevrolet | Richard Childress Racing     | 54.               |
| 34     | Kevin Lepage / Chad Chaffin / John Andretti / Bill Elliott | Taco Bell / Makoto / myAutoloan.com / Detoxify Brand / Wyndham / Platinum Productions | Dodge     | Front Row Motorsports        | 56.               |
| 39     | Regan Smith (R)                                            | Ginn Resorts                                                                          | Chevrolet | Ginn Racing                  | 67.               |
| 46     | Johnny Benson                                              | Toyota Racing Development / 360 OTC / Wyler Racing                                    | Toyota    | Wyler Racing                 | 57.               |
| 47     | Ken Schrader / Jon Wood (R)                                | Team Australia / Aussie Vineyards / Clorox / Kingsford / McKee Foods                  | Ford      | Wood Brothers/JTG Racing     | 63.               |
| 58     | James Hylton                                               | Retirement Living Television                                                          | Chevrolet | Hylton Motorsports           | 70.               |
| 60     | Boris Said                                                 | No Fear / Raley's / Valvoline / Dollar General / Winn Dixie                           | Ford      | No Fear Racing               | 50.               |
| 71     | Frank Kimmel                                               | Fast Track Driving School                                                             | Ford      | Fast Track Racing            | 69.               |
| 72     | Brandon Whitt (R)                                          | Dutch Quality Stone                                                                   | Chevrolet | CJM Racing                   | 62.               |
| 74     | Derrike Cope                                               | Royal Administration                                                                  | Dodge     | McGlynn Racing               | 65.               |
| 77     | Marcos Ambrose                                             | Camping World / Robby Gordon Motorsports                                              | Ford      | Robby Gordon Motorsports     | 72.               |
| 80     | Aric Almirola                                              | Joe Gibbs Driven                                                                      | Chevrolet | Joe Gibbs Racing             | 60.               |
| 91     | Marc Goossens                                              | Commonwealth                                                                          | Toyota    | Riley-D'Hondt Motorsports    | 58.               |
| 98     | Boris Said                                                 | Valvoline / Stanley Tools                                                             | Dodge     | Gillett Evernham Motorsports | 59.               |

(R) = Rookie (Neuling)

## Veränderungen am Reglement
Am 22. Januar 2007 wurde von der NASCAR bei der jährlichen Pressetour in Charlotte, North Carolina bekannt gegeben, dass es Änderungen am Punktsystem und dem Chase geben werde. Die erste Änderung war, dass Siege mehr an Bedeutung gewinnen sollten, weshalb der Fahrer, der im ersten Rennen des Jahres 2007 als Erster die Ziellinie überquert, 185 Punkte bekommen wird, statt wie im Vorjahr 180 Punkte. Einschließlich der fünf Bonuspunkte, die es für eine Führungsrunde gibt und weiteren fünf Bonuspunkten, die der Fahrer für die meisten Führungsrunden bekommt, konnte ein Fahrer nun eine Maximalpunktzahl von 195 Punkten für einen Rennsieg bekommen.
Die Änderung am Chase war, dass zwölf Fahrer, statt wie in den Vorjahren zehn Fahrer, nach dem 26. Saisonrennen für den Chase qualifiziert sind. Dazu kommt, dass jeder dieser Fahrer einen Punktestand von 5000 haben wird, zuzüglich 10 Punkte für jedes gewonnene Rennen während der Saison.

## Verlauf der Saison
Die Saison 2007 begann für die Fahrer bereits am 8. Januar mit dem so genannten „Preseason Thunder“, dem ersten Saisontest, auf dem Daytona International Speedway in Daytona Beach, Florida. Das erste Punktrennen der Saison 2007 war das Daytona 500, das „Great American Race“, welches am 18. Februar 2007 auf dem Daytona International Speedway stattfand. Kevin Harvick gewann das Rennen und war damit der 31. Fahrer, der das Daytona 500 für sich entscheiden konnte.
Shell war der Hauptsponsor auf dem Auto von Kevin Harvick beim Daytona 500. Da Sunoco aber der offizielle Benzinlieferant der NASCAR war, verbot die NASCAR das Logo kurz nach dem Rennen, so dass Kevin Harvick bereits im zweiten Saisonrennen auf dem California Speedway mit Pennzoil als Hauptsponsor fuhr.
Im fünften Rennen der Saison am 25. März 2007 auf dem Bristol Motor Speedway wurde erstmals das neue Car of Tomorrow eingesetzt. Kyle Busch, einer der größten Kritiker des neuen Autos, gewann dieses Rennen vor Jeff Burton und Jeff Gordon. Im selben Rennen kam Regan Smith (#01) zu seinem ersten Nextel-Cup-Einsatz, da Mark Martin einen Teilzeitplan fuhr. Er änderte diesen Plan nicht, obwohl er zum Zeitpunkt des Rennens in Bristol Führender der Fahrerwertung war.
Am 10. Mai 2007 gab Dale Earnhardt junior, der mehrmalige Most Popular Driver (Beliebtester Fahrer) und Sohn der Rennfahrer-Legende Dale Earnhardt, bekannt, dass er Dale Earnhardt, Inc. zum Ende der Saison verlassen werde. Am 13. Juni gab er bekannt, dass er zu Beginn der Saison 2008 zu Hendrick Motorsports wechseln werde.
Ebenfalls im Mai war die NASCAR Nextel All-Star Challenge 2007, welche vom Daytona 500-Sieger Kevin Harvick gewonnen wurde, der somit eine Million US-Dollar gewann. In der darauf folgenden Woche fand das längste Rennen der Saison, das Coca-Cola 600, auf dem Lowe’s Motor Speedway in Concord, North Carolina statt. Sieger war Casey Mears, für den es gleichzeitig sein erster Sieg im Nextel Cup war.
Im Verlauf der Saison tauschte AT&T die Logos auf dem #31 Chevrolet von Jeff Burton, so dass AT&T-Logos, anstatt Cingular-Logos, dessen Wagen zierten. Da AT&T aber ein Konkurrent von Nextel, dem Hauptsponsor des Nextel Cup, war, verbot NASCAR diese Logos. Im Mai 2007 verklagte AT&T die NASCAR. AT&T gewann den Prozess, so dass die Logos weiterhin auf Jeff Burtons Rennwagen bleiben durften. Im Juni reichte NASCAR eine Gegenklage ein und verlangte 100 Millionen US-Dollar von AT&T. Am 13. August kam es zum Urteilsspruch und NASCAR gewann den Prozess.
In der Woche vor dem Brickyard 400 auf dem Indianapolis Motor Speedway in Speedway, Indiana, gaben Dale Earnhardt, Inc. und Ginn Racing bekannt, dass sie fusionieren werden. Dale Earnhardt, Inc. übernahm den Wagen mit der Nummer 01 von Ginn Racing. Fahrer blieb weiter Mark Martin. Als Zweitfahrer wurde zunächst Aric Almirola bestimmt, doch bislang kam er noch nicht zum Einsatz. Der Wagen mit der #15, gefahren von Paul Menard, übernahm die Ownerpoints (Punkte eines Autos) von der ehemaligen #13 von Ginn Racing und war somit sicher für alle Rennen qualifiziert. Rund 120 Arbeiter verloren durch die Fusion ihren Arbeitsplatz, darunter auch die Fahrer Sterling Marlin und Joe Nemechek. Auch Robert Yates Racing fusionierte und hatte dann anschließend den Namen Yates/Newman/Haas/Lanigan RacingDas; als Robert Yates dann aber kurz darauf überraschend seinen Rückzug aus dem Sport bekannt gab, platzte die Abmachung. Robert Yates Racing war weiterhin als einzelnes Team ohne Partner unterwegs, allerdings jetzt mit dem Namen Yates Racing. Das anschließende Brickyard 400, welches mittlerweile zu den wichtigsten Rennen der Saison zählte, wurde von Tony Stewart gewonnen.
Am 6. August 2007 gab dann auch Ray Evernham eine Fusion seinen Teams, Evernham Motorsports, mit George Gillett bekannt, dem ein NHL-Eishockeyteam, die Montreal Canadiens, sowie der FC Liverpool gehörten. Der neue Name des Rennteams war Gillett Evernham Motorsports. Zudem erklärte Kyle Busch, dass er in der Saison 2008 für Joe Gibbs Racing fahren werde. In NASCAR-Fachkreisen nannte man die Geschehnisse dieser Saisonphase Merger Mania, was im Deutschen in etwa „Fusionswahnsinn“ bedeutet.
Im September gab Joe Gibbs Racing bekannt, im nächsten Jahr mit Toyotas zu fahren, während Dale Earnhardt Jr. offiziell bekannt gab, dass sein neues Auto in der Saison 2008 die #88 sein werde. Am 16. September 2007 begann der Chase for the Nextel Cup, das Play-off-System der NASCAR auf dem New Hampshire International Speedway in Loudon, New Hampshire. Clint Bowyer gewann sein erstes Rennen im Nextel Cup.

## Punktestände

### Fahrergesamtwertung
| Platz | Fahrer                 | Punkte | Rückstand auf Führenden | Starts | Pole-Positions | Siege | Top 5 | Top 10 | Automarke                |
| ----- | ---------------------- | ------ | ----------------------- | ------ | -------------- | ----- | ----- | ------ | ------------------------ |
| 1     | Jimmie Johnson         | 6723   | Meister                 | 36     | 3              | 10    | 20    | 24     | Chevrolet                |
| 2     | Jeff Gordon            | 6646   | (-)77                   | 36     | 7              | 6     | 21    | 30     | Chevrolet                |
| 3     | Clint Bowyer           | 6377   | (-)346                  | 36     | 2              | 1     | 5     | 17     | Chevrolet                |
| 4     | Matt Kenseth           | 6298   | (-)425                  | 36     | 0              | 2     | 13    | 22     | Ford                     |
| 5     | Kyle Busch             | 6293   | (-)430                  | 36     | 0              | 1     | 11    | 20     | Chevrolet                |
| 6     | Tony Stewart           | 6242   | (-)481                  | 36     | 0              | 3     | 10    | 23     | Chevrolet                |
| 7     | Kurt Busch             | 6231   | (-)492                  | 36     | 1              | 2     | 6     | 14     | Dodge                    |
| 8     | Jeff Burton            | 6231   | (-)492                  | 36     | 0              | 1     | 9     | 18     | Chevrolet                |
| 9     | Carl Edwards*          | 6222   | (-)501                  | 36     | 1              | 3     | 11    | 15     | Ford                     |
| 10    | Kevin Harvick          | 6199   | (-)524                  | 36     | 0              | 1     | 4     | 15     | Chevrolet                |
| 11    | Martin Truex junior    | 6164   | (-)559                  | 36     | 1              | 1     | 7     | 14     | Chevrolet                |
| 12    | Denny Hamlin           | 6143   | (-)580                  | 36     | 1              | 1     | 12    | 18     | Chevrolet                |
| 13    | Ryan Newman            | 4046   | (-)2677                 | 36     | 5              | 0     | 7     | 15     | Dodge                    |
| 14    | Greg Biffle            | 3991   | (-)2732                 | 36     | 1              | 1     | 5     | 11     | Ford                     |
| 15    | Casey Mears            | 3949   | (-)2774                 | 36     | 1              | 1     | 5     | 10     | Chevrolet                |
| 16    | Dale Earnhardt junior  | 3929   | (-)2794                 | 36     | 1              | 0     | 7     | 12     | Chevrolet                |
| 17    | Jamie McMurray         | 3556   | (-)3167                 | 36     | 1              | 1     | 3     | 9      | Ford                     |
| 18    | Bobby Labonte          | 3517   | (-)3206                 | 36     | 0              | 0     | 0     | 3      | Dodge                    |
| 19    | Kasey Kahne            | 3489   | (-)3234                 | 36     | 2              | 0     | 1     | 8      | Dodge                    |
| 20    | Juan Pablo Montoya (R) | 3487   | (-)3236                 | 36     | 0              | 1     | 3     | 6      | Dodge                    |
| 21    | J. J. Yeley            | 3456   | (-)3267                 | 36     | 1              | 0     | 1     | 3      | Chevrolet                |
| 22    | Reed Sorenson          | 3275   | (-)3448                 | 36     | 1              | 0     | 3     | 6      | Dodge                    |
| 23    | David Ragan (R)        | 3251   | (-)3472                 | 36     | 0              | 0     | 2     | 3      | Ford                     |
| 24    | David Stremme          | 3163   | (-)3560                 | 36     | 0              | 0     | 0     | 3      | Dodge                    |
| 25    | Elliott Sadler         | 3140   | (-)3583                 | 36     | 0              | 0     | 0     | 2      | Dodge                    |
| 26    | Robby Gordon           | 3014   | (-)3709                 | 35     | 0              | 0     | 1     | 2      | Ford                     |
| 27    | Mark Martin            | 2960   | (-)3763                 | 24     | 0              | 0     | 5     | 11     | Chevrolet                |
| 28    | David Gilliland        | 2924   | (-)3799                 | 36     | 1              | 0     | 1     | 2      | Ford                     |
| 29    | Tony Raines            | 2920   | (-)3803                 | 34     | 0              | 0     | 0     | 1      | Chevrolet                |
| 30    | Johnny Sauter          | 2875   | (-)3848                 | 35     | 0              | 0     | 1     | 2      | Chevrolet                |
| 31    | Dave Blaney            | 2781   | (-)3942                 | 33     | 1              | 0     | 1     | 4      | Toyota                   |
| 32    | Jeff Green             | 2704   | (-)4019                 | 32     | 0              | 0     | 0     | 3      | Chevrolet                |
| 33    | Ricky Rudd             | 2622   | (-)4101                 | 31     | 0              | 0     | 0     | 1      | Ford                     |
| 34    | Paul Menard (R)        | 2496   | (-)4227                 | 30     | 0              | 0     | 0     | 0      | Chevrolet                |
| 35    | Kyle Petty             | 2312   | (-)4411                 | 29     | 0              | 0     | 1     | 1      | Dodge                    |
| 36    | Scott Riggs            | 2135   | (-)4588                 | 27     | 0              | 0     | 0     | 1      | Dodge                    |
| 37    | Joe Nemechek           | 2117   | (-)4606                 | 28     | 0              | 0     | 0     | 1      | Chevrolet/Dodge          |
| 38    | Brian Vickers          | 2065   | (-)4658                 | 23     | 0              | 0     | 1     | 5      | Toyota                   |
| 39    | David Reutimann (R)    | 1878   | (-)4845                 | 26     | 0              | 0     | 0     | 0      | Toyota                   |
| 40    | Sterling Marlin        | 1752   | (-)4971                 | 21     | 0              | 0     | 0     | 0      | Chevrolet                |
| 41    | Dale Jarrett           | 1584   | (-)5139                 | 24     | 0              | 0     | 0     | 0      | Toyota                   |
| 42    | Bill Elliott           | 1579   | (-)5144                 | 20     | 0              | 0     | 0     | 0      | Ford                     |
| 43    | A. J. Allmendinger (R) | 1165   | (-)5568                 | 17     | 0              | 0     | 0     | 0      | Toyota                   |
| 44    | Michael Waltrip        | 1149   | (-)5574                 | 14     | 1              | 0     | 0     | 2      | Toyota                   |
| 45    | Jeremy Mayfield        | 1126   | (-)5597                 | 17     | 0              | 0     | 0     | 0      | Chevrolet/Toyota         |
| 46    | Kenny Wallace          | 1066   | (-)5657                 | 15     | 0              | 0     | 0     | 0      | Chevrolet / Dodge / Ford |
| 47    | Ward Burton            | 939    | (-)5784                 | 16     | 0              | 0     | 0     | 0      | Chevrolet                |
| 48    | John Andretti          | 932    | (-)5791                 | 15     | 0              | 0     | 0     | 0      | Dodge                    |
| 49    | Ken Schrader           | 932    | (-)5791                 | 13     | 0              | 0     | 0     | 0      | Dodge/Ford               |
| 50    | Regan Smith            | 516    | (-)6207                 | 7      | 0              | 0     | 0     | 0      | Chevrolet                |
| 51    | Boris Said             | 510    | (-)6213                 | 5      | 0              | 0     | 0     | 1      | Dodge/Ford               |
| 52    | Aric Almirola          | 357    | (-)6366                 | 6      | 0              | 0     | 0     | 0      | Chevrolet                |
| 53    | Mike Bliss             | 325    | (-)6398                 | 4      | 0              | 0     | 0     | 0      | Dodge                    |
| 54    | Ron Fellows            | 283    | (-)6440                 | 2      | 0              | 0     | 0     | 0      | Chevrolet                |
| 55    | P. J. Jones            | 267    | (-)6456                 | 3      | 0              | 0     | 0     | 0      | Ford/Toyota              |
| 56    | Mike Wallace           | 266    | (-)6457                 | 2      | 0              | 0     | 0     | 1      | Chevrolet/Ford           |
| 57    | Patrick Carpentier     | 209    | (-)6514                 | 3      | 0              | 0     | 0     | 0      | Dodge                    |
| 58    | Terry Labonte          | 204    | (-)6519                 | 3      | 0              | 0     | 0     | 0      | Toyota                   |
| 59    | Johnny Benson          | 159    | (-)6564                 | 3      | 0              | 0     | 0     | 0      | Toyota                   |
| 60    | Jacques Villeneuve     | 140    | (-)6583                 | 2      | 0              | 0     | 0     | 0      | Toyota                   |
| 61    | Chad McCumbee          | 128    | (-)6595                 | 2      | 0              | 0     | 0     | 0      | Dodge                    |
| 62    | Chad Chaffin           | 125    | (-)6598                 | 2      | 0              | 0     | 0     | 0      | Dodge                    |
| 63    | Sam Hornish junior     | 125    | (-)6598                 | 2      | 0              | 0     | 0     | 0      | Dodge                    |
| 64    | Kevin Lepage           | 95     | (-)6628                 | 2      | 0              | 0     | 0     | 0      | Dodge                    |
| 65    | Mike Skinner           | 91     | (-)6632                 | 1      | 0              | 0     | 0     | 0      | Toyota                   |
| 66    | Butch Leitzinger       | 79     | (-)6644                 | 1      | 0              | 0     | 0     | 0      | Toyota                   |
| 67    | Jon Wood               | 76     | (-)6647                 | 1      | 0              | 0     | 0     | 0      | Ford                     |
| 68    | Scott Wimmer           | 70     | (-)6653                 | 1      | 0              | 0     | 0     | 0      | Chevrolet                |
| 69    | Marc Goossens          | 55     | (-)6668                 | 1      | 0              | 0     | 0     | 0      | Toyota                   |

(R) = Rookie (Neuling)
„*“ = Carl Edwards wurden nach dem Rennen in Dover 25 Punkte in der Fahrer- und Ownerwertung abgezogen, weil hinten rechts die Mindesthöhe unterschritten wurde.

### Punktstrafen
- Kurt Busch (#2), 100 Punkte
- Dale Earnhardt Jr. (#8), 100 Punkte
- Jeff Gordon (#24), 100 Punkte
- Jimmie Johnson (#48,) 100 Punkte
- Michael Waltrip (#55), 100 Punkte
- Kasey Kahne (#9), 50 Punkte
- Matt Kenseth (#17), 50 Punkte
- Kyle Busch (#5), 25 Punkte
- Carl Edwards (#99), 25 Punkte (C)
- Robby Gordon (#7), 25 Punkte
- Scott Riggs (#10), 25 Punkte
- Elliott Sadler (#19), 25 Punkte
- Johnny Sauter (#70), 25 Punkte

(C) = Punktstrafen wurde innerhalb des Chase for the Nextel Cup vergeben.
Alle Strafen wurden jeweils in der Fahrer- und Ownerwertung vergeben.

### Rookie of the Year
| Platz | Fahrer                   | Team                   | Automarke | Punkte | Rückstand auf Führenden |
| ----- | ------------------------ | ---------------------- | --------- | ------ | ----------------------- |
| 1     | Juan Pablo Montoya (#42) | Chip Ganassi Racing    | Dodge     | 276    | Rookie of the Year      |
| 2     | David Ragan (#6)         | Roush Fenway Racing    | Ford      | 252    | (-)24                   |
| 3     | Paul Menard (#15)        | Dale Earnhardt Inc.    | Chevrolet | 221    | (-)55                   |
| 4     | David Reutimann (#00)    | Michael Waltrip Racing | Toyota    | 207    | (-)69                   |
| 5     | A. J. Allmendinger (#84) | Team Red Bull          | Toyota    | 190    | (-)86                   |

Die folgenden Neulinge sind nicht in der offiziellen Rookie-Wertung der NASCAR, da nur Fahrer in die Liste aufgenommen werden, die versuchen an jedem Rennen teilzunehmen.
- Regan Smith, (#01) Chevrolet, Ginn Racing. Wurde nach Fusion mit Dale Earnhardt, Inc. durch Aric Almirola ersetzt. Wird in der Saison 2008 alle Rennen fahren.
- Brandon Whitt, (#72) Chevrolet CJM Racing
- Jon Wood, (#21) Ford, Wood Brothers/JTG Racing
- Jacques Villeneuve, (#27) Toyota, Bill Davis Racing

Für Infos zum Punktesystem der Rookie-Wertung siehe NASCAR Rookie of the Year Award.

### Herstellerwertung
| Platz | Hersteller | Punkte | Rückstand auf Führenden | Siege |
| ----- | ---------- | ------ | ----------------------- | ----- |
| 1     | Chevrolet  | 290    | Führender               | 26    |
| 2     | Ford       | 208    | (-)82                   | 7     |
| 3     | Dodge      | 178    | (-)112                  | 3     |
| 4     | Toyota     | 116    | (-)174                  | 0     |

## Rennen
Alle Rennen des Nextel Cups wurden in den USA ausgetragen.

### Kurzübersicht
| Datum                                       | Rennen                                         | Rennstrecke                          | Pole-Position**       | Sieger***           |
| ------------------------------------------- | ---------------------------------------------- | ------------------------------------ | --------------------- | ------------------- |
| 10.02.2007                                  | Budweiser Shootout*                            | Daytona International Speedway       | Dale Jarrett          | Tony Stewart        |
| 15.02.2007                                  | Gatorade Duel 1*                               | Daytona International Speedway       | David Gilliland       | Tony Stewart        |
| 15.02.2007                                  | Gatorade Duel 2*                               | Daytona International Speedway       | Ricky Rudd            | Jeff Gordon         |
| 18.02.2007                                  | Daytona 500                                    | Daytona International Speedway       | David Gilliland       | Kevin Harvick       |
| 25.02.2007                                  | Auto Club 500                                  | California Speedway                  | Jeff Gordon           | Matt Kenseth        |
| 11.03.2007                                  | UAW-DaimlerChrysler 400                        | Las Vegas Motor Speedway             | Kasey Kahne           | Jimmie Johnson      |
| 18.03.2007                                  | Atlanta 500                                    | Atlanta Motor Speedway               | Ryan Newman           | Jimmie Johnson      |
| 25.03.2007                                  | Food City 500 (COT)                            | Bristol Motor Speedway               | Jeff Gordon           | Kyle Busch          |
| 01.04.2007                                  | Goody’s Cool Orange 500 (COT)                  | Martinsville Speedway                | Denny Hamlin          | Jimmie Johnson      |
| 15.04.2007                                  | Samsung 500                                    | Texas Motor Speedway                 | Jeff Gordon****       | Jeff Burton         |
| 21.04.2007                                  | Subway Fresh Fit 500 (COT)                     | Phoenix International Raceway        | Jeff Gordon           | Jeff Gordon         |
| 29.04.2007                                  | Aaron’s 499                                    | Talladega Superspeedway              | Jeff Gordon           | Jeff Gordon         |
| 05.05.2007                                  | Crown Royal Presents The Jim Stewart 400 (COT) | Richmond International Raceway       | Jeff Gordon           | Jimmie Johnson      |
| 12.05.2007                                  | Dodge Avenger 500 (COT)                        | Darlington Raceway                   | Clint Bowyer          | Jeff Gordon         |
| 19.05.2007                                  | NASCAR Nextel All-Star Challenge*              | Lowe’s Motor Speedway                | Matt Kenseth          | Kevin Harvick       |
| 27.05.2007                                  | Coca-Cola 600                                  | Lowe’s Motor Speedway                | Ryan Newman           | Casey Mears         |
| 03.06.2007                                  | Autism Speaks 400 by Visa (COT)                | Dover International Speedway         | Ryan Newman           | Martin Truex junior |
| 10.06.2007                                  | Pocono 500                                     | Pocono Raceway                       | Ryan Newman           | Jeff Gordon         |
| 17.06.2007                                  | Citizens Bank 400                              | Michigan International Speedway      | J. J. Yeley           | Carl Edwards        |
| 24.06.2007                                  | Toyota/Save Mart 350 (COT)                     | Infineon Raceway                     | Jamie McMurray        | Juan Pablo Montoya  |
| 01.07.2007                                  | Lenox Industrial Tools 300 (COT)               | New Hampshire International Speedway | Dave Blaney           | Denny Hamlin        |
| 07.07.2007                                  | Pepsi 400                                      | Daytona International Speedway       | Jeff Gordon****       | Jamie McMurray      |
| 15.07.2007                                  | USG Sheetrock 400                              | Chicagoland Speedway                 | Casey Mears           | Tony Stewart        |
| 29.07.2007                                  | Allstate 400 at the Brickyard                  | Indianapolis Motor Speedway          | Reed Sorenson         | Tony Stewart        |
| 05.08.2007                                  | Pennsylvania 500                               | Pocono Raceway                       | Dale Earnhardt junior | Kurt Busch          |
| 12.08.2007                                  | Centurion Boats at The Glen (COT)              | Watkins Glen International           | Jeff Gordon****       | Tony Stewart        |
| 19.08.2007                                  | 3M Performance 400                             | Michigan International Speedway      | Jeff Gordon           | Kurt Busch          |
| 25.08.2007                                  | Sharpie 500 (COT)                              | Bristol Motor Speedway               | Kasey Kahne           | Carl Edwards        |
| 02.09.2007                                  | Sharp AQUOS 500                                | California Speedway                  | Kurt Busch            | Jimmie Johnson      |
| 08.09.2007                                  | Chevy Rock and Roll 400 (COT)                  | Richmond International Raceway       | Jimmie Johnson        | Jimmie Johnson      |
| Hier beginnt der „Chase for the Nextel Cup“ |                                                |                                      |                       |                     |
| 16.09.2007                                  | Sylvania 300 (COT)                             | New Hampshire International Speedway | Clint Bowyer          | Clint Bowyer        |
| 23.09.2007                                  | Dodge Dealers 400 (COT)                        | Dover International Speedway         | Jimmie Johnson        | Carl Edwards        |
| 30.09.2007                                  | LifeLock 400                                   | Kansas Speedway                      | Jimmie Johnson        | Greg Biffle         |
| 07.10.2007                                  | UAW Ford 500 (COT)                             | Talladega Superspeedway              | Michael Waltrip       | Jeff Gordon         |
| 13.10.2007                                  | Bank of America 500                            | Lowe’s Motor Speedway                | Ryan Newman           | Jeff Gordon         |
| 21.10.2007                                  | Subway 500 (COT)                               | Martinsville Speedway                | Jeff Gordon           | Jimmie Johnson      |
| 28.10.2007                                  | Pep Boys Auto 500                              | Atlanta Motor Speedway               | Greg Biffle           | Jimmie Johnson      |
| 04.11.2007                                  | Dickies 500                                    | Texas Motor Speedway                 | Martin Truex junior   | Jimmie Johnson      |
| 11.11.2007                                  | Checker Auto Parts 500 (COT)                   | Phoenix International Raceway        | Carl Edwards          | Jimmie Johnson      |
| 18.11.2007                                  | Ford 400                                       | Homestead-Miami Speedway             | Jimmie Johnson        | Matt Kenseth        |

(COT)= Rennen, in dem das neue Car of Tomorrow eingesetzt wurde
* = Rennen, bei welchen keine Punkte vergeben wurden
** = Alle Fahrer, die in der Saison 2007 mindestens einmal von der Pole-Position starteten, dürfen am Budweiser Shootout 2008 teilnehmen.
*** = Alle Fahrer, die in der Saison 2007 mindestens einmal ein Rennen gewinnen konnten, dürfen am NASCAR Sprint All-Star Race 2008 teilnehmen.
**** = Der Fahrer konnte von der Pole-Position starten, weil das Qualifying abgebrochen/abgesagt und das Feld nach Punkten aufgestellt wurde.

### Budweiser Shootout – Daytona Beach, Florida
| Platz | Fahrer          | Team                     | Automarke |
| ----- | --------------- | ------------------------ | --------- |
| 1     | Tony Stewart    | Joe Gibbs Racing         | Chevrolet |
| 2     | David Gilliland | Robert Yates Racing      | Ford      |
| 3     | Kurt Busch      | Penske Racing            | Dodge     |
| 4     | Jimmie Johnson  | Hendrick Motorsports     | Chevrolet |
| 5     | Kevin Harvick   | Richard Childress Racing | Chevrolet |
| 6     | Mark Martin     | Ginn Racing              | Chevrolet |
| 7     | Kyle Busch      | Hendrick Motorsports     | Chevrolet |
| 8     | Brian Vickers   | Team Red Bull            | Toyota    |
| 9     | Jeff Burton     | Richard Childress Racing | Chevrolet |
| 10    | Scott Riggs     | Evernham Motorsports     | Dodge     |

- Pole-Position: Dale Jarrett
- Rennlänge: 70 Runden, 175 Meilen (281,63 Kilometer)
- Meiste Führungsrunden: Kyle Busch – 39

Dieses Rennen, in dem es keine Punkte gibt, besteht aus den letztjährigen Pole-Position-Gewinnern und wurde am 10. Februar 2007 auf dem Daytona International Speedway in Daytona Beach, Florida ausgetragen. Der zweimalige Nextel Cup Champion Tony Stewart entschied dieses Rennen für sich, nachdem Dale Earnhardt junior auf der Zielgeraden durch einen Kontakt mit Elliott Sadler einen Unfall verursachte, in dem fünf Autos involviert waren.
Eines der Highlights des Rennens war, dass Toyota sein erstes Rennen im Nextel Cup absolvierte. Dadurch, dass die Startaufstellung durch Losen ermittelt wurde, stand Dale Jarrett mit Toyota bei deren ersten Rennen gleich auf der Pole. Jedoch fiel Jarret schon vom Start weg ans Ende des Feldes zurück und blieb während des ganzen Rennens auch dort. Brian Vickers, ein anderer Toyota-Fahrer, welcher von Position vier aus ins Rennen ging, konnte besser mit den Führungsleuten mithalten und beendete das Rennen auf einem guten achten Platz.

### Gatorade Duel 1 – Daytona Beach, Florida
| Platz | Fahrer                | Team                     | Automarke |
| ----- | --------------------- | ------------------------ | --------- |
| 1     | Tony Stewart          | Joe Gibbs Racing         | Chevrolet |
| 2     | Dale Earnhardt junior | Dale Earnhardt, Inc.     | Chevrolet |
| 3     | Jeff Burton           | Richard Childress Racing | Chevrolet |
| 4     | David Gilliland       | Robert Yates Racing      | Ford      |
| 5     | Denny Hamlin          | Joe Gibbs Racing         | Ford      |
| 6     | Clint Bowyer          | Richard Childress Racing | Chevrolet |
| 7     | Martin Truex junior   | Dale Earnhardt, Inc.     | Chevrolet |
| 8     | Michael Waltrip       | Michael Waltrip Racing   | Toyota    |
| 9     | Casey Mears           | Hendrick Motorsports     | Chevrolet |
| 10    | Ken Schrader          | Wood Brothers/JTG Racing | Ford      |

- Pole-Position: David Gilliland
- Rennlänge: 63 Runden (Green-White-Checkered, Rennverlängerung), eigentliche Länge: 60 Runden, 150 Meilen (241,40 Kilometer)
- Meiste Führungsrunden: Tony Stewart – 37

Die Gatorade Duels sind die Qualifikationsrennen zum Daytona 500. Das erste Gatorade Duel fand am 15. Februar 2007 auf dem Daytona International Speedway in Daytona Beach, Florida statt. Das Gatorade Duel ist kein Punktrennen.
Siehe Hauptartikel: Gatorade Duel

### Gatorade Duel 2 – Daytona Beach, Florida
| Platz | Fahrer        | Team                 | Automarke |
| ----- | ------------- | -------------------- | --------- |
| 1     | Jeff Gordon   | Hendrick Motorsports | Chevrolet |
| 2     | Kurt Busch    | Penske Racing        | Dodge     |
| 3     | David Stremme | Chip Ganassi Racing  | Dodge     |
| 4     | Kyle Busch    | Hendrick Motorsports | Chevrolet |
| 5     | Matt Kenseth  | Roush Fenway Racing  | Ford      |
| 6     | J. J. Yeley   | Joe Gibbs Racing     | Chevrolet |
| 7     | Carl Edwards  | Roush Fenway Racing  | Ford      |
| 8     | Ryan Newman   | Penske Racing        | Dodge     |
| 9     | Joe Nemechek  | Ginn Racing          | Chevrolet |
| 10    | Tony Raines   | Hall of Fame Racing  | Chevrolet |

- Pole-Position: Ricky Rudd
- Rennlänge: 60 Runden, 150 Meilen (241,40 Kilometer)
- Meiste Führungsrunden: Kyle Busch – 31

Das zweite Gatorade Duel fand ebenfalls am 15. Februar 2007 auf dem Daytona International Speedway in Daytona Beach, Florida statt. Das Gatorade Duel ist kein Punktrennen.
Der Sieger Jeff Gordon wurde nachträglich disqualifiziert, weil sein Wagen zu niedrig war. Er musste von Platz 42 aus ins Daytona 500 gehen. NASCAR-Neuling Juan Pablo Montoya führte 18 Runden, ehe er mit einem Defekt ausschied.
Siehe Hauptartikel: Gatorade Duel

### Daytona 500 – Daytona Beach, Florida
| Platz | Fahrer          | Team                     | Automarke |
| ----- | --------------- | ------------------------ | --------- |
| 1     | Kevin Harvick   | Richard Childress Racing | Chevrolet |
| 2     | Mark Martin     | Ginn Racing              | Ford      |
| 3     | Jeff Burton     | Richard Childress Racing | Chevrolet |
| 4     | Mike Wallace    | Phoenix Racing           | Chevrolet |
| 5     | David Ragan     | Roush Fenway Racing      | Ford      |
| 6     | Elliott Sadler  | Evernham Motorsports     | Dodge     |
| 7     | Kasey Kahne     | Evernham Motorsports     | Dodge     |
| 8     | David Gilliland | Robert Yates Racing      | Ford      |
| 9     | Joe Nemechek    | Ginn Racing              | Chevrolet |
| 10    | Jeff Gordon     | Hendrick Motorsports     | Chevrolet |

- Pole-Position: David Gilliland
- Rennlänge: 202 Runden (Green-White-Checkered, Rennverlängerung), eigentliche Länge: 200 Runden, 500 Meilen (804,65 Kilometer)
- Meiste Führungsrunden: Kurt Busch – 95

Fahrer, die sich nicht für das Rennen qualifizierten:
- Gescheitert im Gatorade Duel 1: Ward Burton (#4), Stanton Barrett (#30), Jeremy Mayfield (#36), Bill Elliott (#37), Mike Bliss (#49), James Hylton (#58), Brandon Whitt (#72), Kenny Wallace (#78), A. J. Allmendinger (#84).
- Gescheitert im Gatorade Duel 2: Eric McClure (#04), Paul Menard (#15), Mike Skinner (#23), Kirk Shelmerdine (#27), Kevin Lepage (#34), Regan Smith (#39), Frank Kimmel (#71), Derrike Cope (#74), Brian Vickers (#83).

Für mehr siehe Hauptartikel: Daytona 500 2007

### Auto Club 500 – Fontana, Kalifornien
| Platz | Fahrer         | Team                     | Automarke |
| ----- | -------------- | ------------------------ | --------- |
| 1     | Matt Kenseth   | Roush Fenway Racing      | Ford      |
| 2     | Jeff Gordon    | Hendrick Motorsports     | Chevrolet |
| 3     | Jimmie Johnson | Hendrick Motorsports     | Chevrolet |
| 4     | Jeff Burton    | Richard Childress Racing | Chevrolet |
| 5     | Mark Martin    | Ginn Racing              | Chevrolet |
| 6     | Clint Bowyer   | Richard Childress Racing | Chevrolet |
| 7     | Kurt Busch     | Penske Racing            | Dodge     |
| 8     | Tony Stewart   | Joe Gibbs Racing         | Chevrolet |
| 9     | Kyle Busch     | Hendrick Motorsports     | Chevrolet |
| 10    | Brian Vickers  | Team Red Bull            | Toyota    |

Das zweite NASCAR-Rennen der Saison fand am 25. Februar 2007 auf dem California Speedway in Fontana, Kalifornien statt. Es war das erste NASCAR-Rennen, bei dem die Autos mit bleifreiem Benzin gefahren sind. Das Rennen wurde von Matt Kenseth gewonnen, nachdem er schon genau vor einem Jahr das erste von zwei Rennen auf dem California Speedway gewann. Er dominierte das Rennen, wie auch das Busch-Series-Rennen, welches er am Vortag gewinnen konnte. Zudem hatte er die meisten Führungsrunden, was ihm einen Bonus von 10 Punkten bescherte. Brian Vickers sicherte sich mit einem guten zehnten Platz das bis dahin beste Ergebnis für Toyota, die zu Beginn der Saison in den Nextel Cup eingestiegen sind. In der Meisterschaftswertung führte nach dem Rennen Mark Martin vor Jeff Burton, Jeff Gordon, Kevin Harvick und dem Rookie David Ragan.
Fahrer, die sich nicht für das Rennen qualifizierten Michael Waltrip (#55), Ward Burton (#4), Jeremy Mayfield (#36), A. J. Allmendinger (#84), Brandon Whitt (#72), Mike Bliss (#49), Kenny Wallace (#78), Kevin Lepage (#34)

### UAW-Daimler Chrysler 400 – Las Vegas, Nevada
| Platz | Fahrer         | Team                 | Automarke |
| ----- | -------------- | -------------------- | --------- |
| 1     | Jimmie Johnson | Hendrick Motorsports | Chevrolet |
| 2     | Jeff Gordon    | Hendrick Motorsports | Chevrolet |
| 3     | Denny Hamlin   | Joe Gibbs Racing     | Chevrolet |
| 4     | Matt Kenseth   | Roush Fenway Racing  | Chevrolet |
| 5     | Mark Martin    | Ginn Racing          | Chevrolet |
| 6     | Carl Edwards   | Roush Fenway Racing  | Ford      |
| 7     | Tony Stewart   | Joe Gibbs Racing     | Chevrolet |
| 8     | Ryan Newman    | Penske Racing        | Dodge     |
| 9     | Kyle Busch     | Hendrick Motorsports | Chevrolet |
| 10    | Jamie McMurray | Roush Fenway Racing  | Ford      |

Das dritte Rennen der Saison fand am 11. März 2007 auf dem Las Vegas Motor Speedway statt. Jimmie Johnson konnte zum dritten Mal in Folge das UAW-Daimler Chrysler 400 in Las Vegas gewinnen.
Fahrer, die sich nicht für das Rennen qualifizierten Jeremy Mayfield (#36), A. J. Allmendinger (#84), Mike Bliss (#49), John Andretti (#37), Brian Vickers (#83), David Reutimann (#00), Brandon Whitt (#72), Kevin Lepage (#34), Michael Waltrip (#55), Ken Schrader (#47)

### Kobalt Tools 500 – Atlanta, Georgia
| Platz | Fahrer              | Team                     | Automarke |
| ----- | ------------------- | ------------------------ | --------- |
| 1     | Jimmie Johnson      | Hendrick Motorsports     | Chevrolet |
| 2     | Tony Stewart        | Joe Gibbs Racing         | Chevrolet |
| 3     | Matt Kenseth        | Roush Fenway Racing      | Ford      |
| 4     | Jeff Burton         | Richard Childress Racing | Chevrolet |
| 5     | Juan Pablo Montoya  | Chip Ganassi Racing      | Dodge     |
| 6     | Clint Bowyer        | Richard Childress Racing | Chevrolet |
| 7     | Carl Edwards        | Roush Fenway Racing      | Ford      |
| 8     | Martin Truex junior | Dale Earnhardt, Inc.     | Chevrolet |
| 9     | Reed Sorenson       | Chip Ganassi Racing      | Dodge     |
| 10    | Mark Martin         | Ginn Racing              | Chevrolet |

Das vierte Rennen der Saison fand am 18. März 2007 auf dem Atlanta Motor Speedway statt. Der ehemalige Formel-1-Fahrer Juan Pablo Montoya schaffte es erstmals in die Top 10 im NASCAR Nextel Cup. Er war der erste Fahrer südamerikanischer Herkunft, der dies schaffte. Mark Martin, der in die Top 10 kam, führte nach dem Rennen in der Punktewertung, nahm aber trotzdem nicht am kommenden Rennen in Bristol teil, da er vor der Saison festlegte, einen Teilzeitplan zu fahren.
Fahrer, die sich nicht für das Rennen qualifizierten Scott Wimmer (#33), Ward Burton (#4), John Andretti (#37), Michael Waltrip (#55), Kenny Wallace (#78), Kevin Lepage (#34), Jeremy Mayfield (#36), A. J. Allmendinger (#84)

### Food City 500 – Bristol, Tennessee
| Platz | Fahrer                | Team                     | Automarke |
| ----- | --------------------- | ------------------------ | --------- |
| 1     | Kyle Busch            | Hendrick Motorsports     | Chevrolet |
| 2     | Jeff Burton           | Richard Childress Racing | Chevrolet |
| 3     | Jeff Gordon           | Hendrick Motorsports     | Chevrolet |
| 4     | Kevin Harvick         | Richard Childress Racing | Chevrolet |
| 5     | Greg Biffle           | Roush Fenway Racing      | Ford      |
| 6     | Jeff Green            | Haas CNC Racing          | Chevrolet |
| 7     | Dale Earnhardt junior | Dale Earnhardt, Inc.     | Chevrolet |
| 8     | Clint Bowyer          | Richard Childress Racing | Chevrolet |
| 9     | Jamie McMurray        | Roush Fenway Racing      | Ford      |
| 10    | Casey Mears           | Hendrick Motorsports     | Chevrolet |

Das fünfte Rennen der Saison fand am 25. März 2007 auf dem Bristol Motor Speedway statt. Es war zugleich das erste Rennen des neuen Car of Tomorrow. Es war das erste Rennen für Regan Smith, der Mark Martin in der #01 vertrat. Er beendete das Rennen auf Platz 12.
Fahrer, die sich nicht für das Rennen qualifizierten Kevin Lepage (#34), David Reutimann (#00), Michael Waltrip (#55), Joe Nemechek (#13), Johnny Sauter (#70), Paul Menard (#15)

### Goody’s Cool Orange 500 – Martinsville, Virginia
| Platz | Fahrer                | Team                     | Automarke |
| ----- | --------------------- | ------------------------ | --------- |
| 1     | Jimmie Johnson        | Hendrick Motorsports     | Chevrolet |
| 2     | Jeff Gordon           | Hendrick Motorsports     | Chevrolet |
| 3     | Denny Hamlin          | Joe Gibbs Racing         | Chevrolet |
| 4     | Kyle Busch            | Hendrick Motorsports     | Chevrolet |
| 5     | Dale Earnhardt junior | Dale Earnhardt, Inc.     | Chevrolet |
| 6     | Jeff Burton           | Richard Childress Racing | Chevrolet |
| 7     | Tony Stewart          | Joe Gibbs Racing         | Chevrolet |
| 8     | Scott Riggs           | Evernham Motorsports     | Dodge     |
| 9     | Jamie McMurray        | Roush Fenway Racing      | Ford      |
| 10    | Matt Kenseth          | Roush Fenway Racing      | Ford      |

Das sechste Rennen der Saison fand am 1. April 2007 auf dem Martinsville Speedway statt. Es war das zweite Rennen des Car of Tomorrow. Jimmie Johnson gewann sein drittes Rennen 2007. Die Teamkollegen Jimmie Johnson und Jeff Gordon lieferten sich einen harten Kampf in den letzten Runden des Rennens. Juan Pablo Montoya fiel unangenehm auf, weil er Tony Raines umdrehte. Beide hatten Chancen auf ein Top 15-Ergebnis.
Fahrer, die sich nicht für das Rennen qualifizierten Michael Waltrip (#55), Paul Menard (#15), Kenny Wallace (#78), Kevin Lepage (#37), Brian Vickers (#83), Ward Burton (#4)

### Samsung 500 – Fort Worth, Texas
| Platz | Fahrer              | Team                     | Automarke |
| ----- | ------------------- | ------------------------ | --------- |
| 1     | Jeff Burton         | Richard Childress Racing | Chevrolet |
| 2     | Matt Kenseth        | Roush Fenway Racing      | Ford      |
| 3     | Mark Martin         | Ginn Racing              | Chevrolet |
| 4     | Jeff Gordon         | Hendrick Motorsports     | Chevrolet |
| 5     | Jamie McMurray      | Roush Fenway Racing      | Ford      |
| 6     | Greg Biffle         | Roush Fenway Racing      | Ford      |
| 7     | Martin Truex junior | Dale Earnhardt, Inc.     | Chevrolet |
| 8     | Juan Pablo Montoya  | Chip Ganassi Racing      | Dodge     |
| 9     | Denny Hamlin        | Joe Gibbs Racing         | Chevrolet |
| 10    | David Stremme       | Chip Ganassi Racing      | Dodge     |

Das siebte Rennen der Saison fand am 8. April 2007 auf dem Texas Motor Speedway statt. Das Qualifying wurde wegen Regens abgesagt und das Feld nur nach Punkten (Ownerpoints) aufgestellt. Der von der „Outside Pole“ gestartete Jeff Burton gewann sein erstes Rennen in der Saison 2007.
Fahrer, die sich nicht für das Rennen qualifizierten David Reutimann (#00), Jeremy Mayfield (#36), John Andretti (#37), A. J. Allmendinger (#84), Michael Waltrip (#55), Ward Burton (#4), Kevin Lepage (#34), Scott Wimmer (#33)

### Subway Fresh Fit 500 – Phoenix, Arizona
| Platz | Fahrer         | Team                     | Automarke |
| ----- | -------------- | ------------------------ | --------- |
| 1     | Jeff Gordon    | Hendrick Motorsports     | Chevrolet |
| 2     | Tony Stewart   | Joe Gibbs Racing         | Chevrolet |
| 3     | Denny Hamlin   | Joe Gibbs Racing         | Chevrolet |
| 4     | Jimmie Johnson | Hendrick Motorsports     | Chevrolet |
| 5     | Matt Kenseth   | Roush Fenway Racing      | Ford      |
| 6     | Jeff Green     | Haas CNC Racing          | Chevrolet |
| 7     | Kyle Busch     | Hendrick Motorsports     | Chevrolet |
| 8     | Bobby Labonte  | Petty Enterprises        | Dodge     |
| 9     | Johnny Sauter  | Haas CNC Racing          | Chevrolet |
| 10    | Kevin Harvick  | Richard Childress Racing | Chevrolet |

Das achte Rennen der Saison fand am 21. April 2007 auf dem Phoenix International Raceway statt. Es war das dritte Rennen des Car of Tomorrow. In diesem Rennen holte Jeff Gordon seinen 76. Sieg, was bedeutete, dass er in der Gesamtzahl der Siege mit dem legendären Dale Earnhardt gleichzog. Jeff Green schaffte es überraschend wieder in die Top 10.
Fahrer, die sich nicht für das Rennen qualifizierten Jeremy Mayfield (#36), Michael Waltrip (#55), John Andretti (#37), Brian Vickers (#83), A. J. Allmendinger (#84), Mike Bliss (#49), Brandon Ash (#02)

### Aaron’s 499 – Talladega, Alabama
| Platz | Fahrer                | Team                     | Automarke |
| ----- | --------------------- | ------------------------ | --------- |
| 1     | Jeff Gordon           | Hendrick Motorsports     | Chevrolet |
| 2     | Jimmie Johnson        | Hendrick Motorsports     | Chevrolet |
| 3     | Kurt Busch            | Penske Racing            | Dodge     |
| 4     | David Gilliland       | Robert Yates Racing      | Ford      |
| 5     | Jamie McMurray        | Roush Fenway Racing      | Ford      |
| 6     | Kevin Harvick         | Richard Childress Racing | Chevrolet |
| 7     | Dale Earnhardt junior | Dale Earnhardt, Inc.     | Chevrolet |
| 8     | David Stremme         | Chip Ganassi Racing      | Dodge     |
| 9     | Ryan Newman           | Penske Racing            | Dodge     |
| 10    | Martin Truex junior   | Dale Earnhardt, Inc.     | Chevrolet |

Das neunte Rennen der Saison fand am 29. April 2007 auf dem Talladega Superspeedway, dem längsten Oval des Nextel Cup, statt. Das Rennen endete unter Gelb. Jeff Gordon zog in der Gesamtzahl der Siege an Dale Earnhardt vorbei und die Earnhardt-Fans zeigten ihre Frustration damit, dass sie Gegenstände auf die Strecke schmissen.
Der Rookie David Reutimann lag eine lange Zeit in den Top 5 und hätte ein sensationelles Ergebnis einfahren können. Er schied allerdings kurz vor Ende mit einem Motorschaden aus. David Gilliland, der ebenfalls noch nicht lange im Nextel-Cup fuhr, kam auf Platz 4.
Fahrer, die sich nicht für das Rennen qualifizierten Michael Waltrip (#55), Brian Vickers (#83), Dave Blaney (#22), A. J. Allmendinger (#84), Ken Schrader (#21), Mike Wallace (#09), Kevin Lepage (#34), John Andretti (#37), Mike Bliss (#49)

### Crown Royal Presents The Jim Stewart 400 – Richmond, Virginia
| Platz | Fahrer         | Team                     | Automarke |
| ----- | -------------- | ------------------------ | --------- |
| 1     | Jimmie Johnson | Hendrick Motorsports     | Chevrolet |
| 2     | Kyle Busch     | Hendrick Motorsports     | Chevrolet |
| 3     | Denny Hamlin   | Joe Gibbs Racing         | Chevrolet |
| 4     | Jeff Gordon    | Hendrick Motorsports     | Chevrolet |
| 5     | Kurt Busch     | Penske Racing            | Dodge     |
| 6     | Ryan Newman    | Penske Racing            | Dodge     |
| 7     | Kevin Harvick  | Richard Childress Racing | Chevrolet |
| 8     | Tony Stewart   | Joe Gibbs Racing         | Chevrolet |
| 9     | Clint Bowyer   | Richard Childress Racing | Chevrolet |
| 10    | Matt Kenseth   | Roush Fenway Racing      | Ford      |

Das zehnte Rennen der Saison fand am 6. Mai 2007 auf dem Richmond International Raceway statt. Es war das vierte Rennen des Car of Tomorrow. Das Rennen wurde benannt nach dem Sieger einem Fan-Wettbewerbes. Jim Stewart, der dieses Wettbewerb gewann, durfte vor dem Rennen das Startkommando geben. Es war der vierte Saisonsieg für Jimmie Johnson.
Fahrer, die sich nicht für das Rennen qualifizierten Brain Vickers (#83), Ken Schrader (#21), Michael Waltrip (#55), Jeremy Mayfield (#36), Dale Jarrett (#44), Kevin Lepage (#37), Mike Bliss (#49)

### Dodge Avenger 500 – Darlington, South Carolina
| Platz | Fahrer                | Team                     | Automarke |
| ----- | --------------------- | ------------------------ | --------- |
| 1     | Jeff Gordon           | Hendrick Motorsports     | Chevrolet |
| 2     | Denny Hamlin          | Joe Gibbs Racing         | Chevrolet |
| 3     | Jimmie Johnson        | Hendrick Motorsports     | Chevrolet |
| 4     | Ryan Newman           | Penske Racing            | Dodge     |
| 5     | Carl Edwards          | Roush Fenway Racing      | Ford      |
| 6     | Tony Stewart          | Joe Gibbs Racing         | Chevrolet |
| 7     | Matt Kenseth          | Roush Fenway Racing      | Ford      |
| 8     | Dale Earnhardt junior | Dale Earnhardt, Inc.     | Chevrolet |
| 9     | Clint Bowyer          | Richard Childress Racing | Chevrolet |
| 10    | Jeff Burton           | Richard Childress Racing | Chevrolet |

Das elfte Rennen der Saison fand am 12. Mai 2007 auf dem Darlington Raceway statt. Es war das fünfte Rennen des Car of Tomorrow. Jeff Gordon gewann durch kluge Strategie mit einem überhitzten Motor.
Fahrer, die sich nicht für das Rennen qualifizierten Jeremy Mayfield (#36), Ward Burton (#4), Mike Bliss (#49), Michael Waltrip (#55), Dale Jarrett (#44), Scott Riggs (#10)

### NASCAR NEXTEL All-Star Challenge 2007
Das alljährliche Nextel Open und die NASCAR Nextel All-Star Challenge fanden am 19. Mai 2007 auf dem Lowe’s Motor Speedway statt.
Siehe Hauptartikel: NASCAR Nextel All-Star Challenge 2007

### Coca Cola 600 – Concord, North Carolina
| Platz | Fahrer                | Team                 | Automarke |
| ----- | --------------------- | -------------------- | --------- |
| 1     | Casey Mears           | Hendrick Motorsports | Chevrolet |
| 2     | J. J. Yeley           | Joe Gibbs Racing     | Chevrolet |
| 3     | Kyle Petty            | Petty Enterprises    | Chevrolet |
| 4     | Reed Sorenson         | Chip Ganassi Racing  | Dodge     |
| 5     | Brian Vickers         | Team Red Bull        | Toyota    |
| 6     | Tony Stewart          | Joe Gibbs Racing     | Chevrolet |
| 7     | Ricky Rudd            | Robert Yates Racing  | Ford      |
| 8     | Dale Earnhardt junior | Dale Earnhardt, Inc. | Chevrolet |
| 9     | Denny Hamlin          | Joe Gibbs Racing     | Chevrolet |
| 10    | Jimmie Johnson        | Hendrick Motorsports | Chevrolet |

Das zwölfte Rennen der Saison fand am 27. Mai 2007 auf dem Lowe’s Motor Speedway statt. Es war das längste Rennen der Nextel-Cup-Saison 2007 (600 Meilen). Casey Mears siegte erstmals im NASCAR Nextel Cup. Damit hatten alle Fahrer von Hendrick Motorsports in der Saison 2007 ein Rennen gewonnen.
Fahrer, die sich nicht für das Rennen qualifizierten Paul Menard (#15), Michael Waltrip (#55), Ward Burton (#4), Kevin Lepage (#37), Mike Bliss (#49), David Reutimann (#00)

### Autism Speaks 400 presented by Visa – Dover, Delaware
| Platz | Fahrer              | Team                     | Automarke |
| ----- | ------------------- | ------------------------ | --------- |
| 1     | Martin Truex junior | Dale Earnhardt, Inc.     | Chevrolet |
| 2     | Ryan Newman         | Penske Racing            | Dodge     |
| 3     | Carl Edwards        | Roush Fenway Racing      | Chevrolet |
| 4     | Denny Hamlin        | Joe Gibbs Racing         | Dodge     |
| 5     | Matt Kenseth        | Roush Fenway Racing      | Ford      |
| 6     | Greg Biffle         | Roush Fenway Racing      | Ford      |
| 7     | Mark Martin         | Ginn Racing              | Chevrolet |
| 8     | Clint Bowyer        | Richard Childress Racing | Chevrolet |
| 9     | Jeff Gordon         | Hendrick Motorsports     | Chevrolet |
| 10    | Robby Gordon        | Robby Gordon Motorsports | Ford      |

Das 13. Rennen der Saison fand am 4. Juni 2007 auf dem Dover International Speedway statt. Es war das sechste Rennen des Car of Tomorrow. Das Rennen wurde aufgrund von Regen auf Montag verschoben. Im Laufe des Rennens verstarb der ehemalige NASCAR-Präsident und Vorsitzende Bill France junior im Alter von 74 Jahren in einem Krankenhaus in Daytona Beach. Die Moderatoren des US-Senders FOX hielten eine Schweigeminute. Die Flaggen wurden auf halbmast gesenkt.
Kurt Busch fiel noch unangenehm auf, nachdem er nach einer Kollision mit Tony Stewart dessen Auto in der Boxengasse absichtlich rammte. Er verletzte dabei fast ein Teammitglied, das am Auto arbeitete. Kurz darauf, am 8. Juni 2007, wurden ihm 100 Punkte abgezogen, zudem musste er 100.000 Dollar Strafe zahlen. Busch war bis zum 31. Dezember 2007 unter Kontrolle. Bei weiteren Vergehen hätte er für einige Rennen gesperrt werden können.
Der zweimalige Nationwide-Series-Champion Martin Truex Jr. holte seinen ersten Sieg im Nextel Cup.
Fahrer, die sich nicht für das Rennen qualifizierten Dave Blaney (#22), Paul Menard (#15), Kenny Wallace (#78), David Reutimann (#00), Mike Bliss (#49), Kevin Lepage (#37)

### Pocono 500 – Long Pond, Pennsylvania
| Platz | Fahrer              | Team                     | Automarke |
| ----- | ------------------- | ------------------------ | --------- |
| 1     | Jeff Gordon         | Hendrick Motorsports     | Chevrolet |
| 2     | Ryan Newman         | Penske Racing            | Dodge     |
| 3     | Martin Truex junior | Dale Earnhardt, Inc.     | Chevrolet |
| 4     | Casey Mears         | Hendrick Motorsports     | Chevrolet |
| 5     | Tony Stewart        | Joe Gibbs Racing         | Chevrolet |
| 6     | Denny Hamlin        | Joe Gibbs Racing         | Chevrolet |
| 7     | Mark Martin         | Ginn Racing              | Chevrolet |
| 8     | Kyle Busch          | Hendrick Motorsports     | Chevrolet |
| 9     | Matt Kenseth        | Roush Fenway Racing      | Ford      |
| 10    | Clint Bowyer        | Richard Childress Racing | Chevrolet |

Das 14. Rennen der Saison fand am 10. Juni 2007 auf dem Pocono Raceway statt. Das Rennen wurde aufgrund von Regen nach 106 Runden vorzeitig abgebrochen. Über dieses Abbruch wurde hinterher viel diskutiert, weil Ryan Newman kurz davor war Jeff Gordon zu überholen, als das Rennen abgebrochen wurde.
Fahrer, die sich nicht für das Rennen qualifizierten Michael Waltrip (#55), Kenny Wallace (#78), Jeremy Mayfield (#36), Kevin Lepage (#37), Dale Jarrett (#44), Mike Bliss (#49)

### Citizens Bank 400 – Brooklyn, Michigan
| Platz | Fahrer                | Team                     | Automarke |
| ----- | --------------------- | ------------------------ | --------- |
| 1     | Carl Edwards          | Roush Fenway Racing      | Ford      |
| 2     | Martin Truex junior   | Dale Earnhardt, Inc.     | Chevrolet |
| 3     | Tony Stewart          | Joe Gibbs Racing         | Chevrolet |
| 4     | Casey Mears           | Hendrick Motorsports     | Chevrolet |
| 5     | Dale Earnhardt junior | Dale Earnhardt, Inc.     | Chevrolet |
| 6     | Kyle Busch            | Hendrick Motorsports     | Chevrolet |
| 7     | Kevin Harvick         | Richard Childress Racing | Chevrolet |
| 8     | Jamie McMurray        | Roush Fenway Racing      | Ford      |
| 9     | Jeff Gordon           | Hendrick Motorsports     | Chevrolet |
| 10    | Michael Waltrip       | Michael Waltrip Racing   | Toyota    |

Das 15. Rennen der Saison fand am 17. Juni 2007 auf dem Michigan International Speedway statt. Carl Edwards siegte nach über einem Jahr wieder im Nextel Cup.
Fahrer, die sich nicht für das Rennen qualifizierten Dale Jarrett (#44), Ward Burton (#4), Jeremy Mayfield (#36), Mike Bliss (#49), Kevin Lepage (#37), Kenny Wallace (#78)

### Toyota/Save Mart 350 – Sonoma, Kalifornien
| Platz | Fahrer             | Team                     | Automarke |
| ----- | ------------------ | ------------------------ | --------- |
| 1     | Juan Pablo Montoya | Chip Ganassi Racing      | Dodge     |
| 2     | Kevin Harvick      | Richard Childress Racing | Chevrolet |
| 3     | Jeff Burton        | Richard Childress Racing | Chevrolet |
| 4     | Clint Bowyer       | Richard Childress Racing | Chevrolet |
| 5     | Greg Biffle        | Roush Fenway Racing      | Ford      |
| 6     | Tony Stewart       | Joe Gibbs Racing         | Chevrolet |
| 7     | Jeff Gordon        | Hendrick Motorsports     | Chevrolet |
| 8     | Kyle Busch         | Hendrick Motorsports     | Chevrolet |
| 9     | Boris Said         | No Fear Racing           | Ford      |
| 10    | Denny Hamlin       | Joe Gibbs Racing         | Chevrolet |

Das 16. Rennen der Saison fand am 24. Juni 2007 auf dem Infineon Raceway statt. Es war das siebte Rennen des Car of Tomorrow und zugleich das erste Rennen der Saison, welches nicht auf einem Oval ausgetragen wurde. Juan Pablo Montoya holte seinen ersten Sieg im NASCAR Nextel Cup, nachdem er von Platz 32 aus gestartet war. Noch nie zuvor gewann ein Fahrer von weiter hinten als 13 das Rennen auf dem Infineon Raceway. Er war außerdem der erste Kolumbianer, der in der höchsten Serie der NASCAR, dem heutigen Nextel Cup, gewann.
Fahrer, die sich nicht für das Rennen qualifizierten Ward Burton (#4), Scott Riggs (#10), Brandon Ash (#02), Paul Menard (#15), Brian Vickers (#83), A. J. Allmendinger (#84), Brian Simo (#37), Kenny Wallace (#78), Klaus Graf (#49)

### Lenox Industrial Tools 300 – Loudon, New Hampshire
| Platz | Fahrer                | Team                     | Automarke |
| ----- | --------------------- | ------------------------ | --------- |
| 1     | Denny Hamlin          | Joe Gibbs Racing         | Chevrolet |
| 2     | Jeff Gordon           | Hendrick Motorsports     | Chevrolet |
| 3     | Martin Truex junior   | Dale Earnhardt, Inc.     | Chevrolet |
| 4     | Dale Earnhardt junior | Dale Earnhardt, Inc.     | Chevrolet |
| 5     | Jimmie Johnson        | Hendrick Motorsports     | Chevrolet |
| 6     | Jeff Green            | Haas CNC Racing          | Chevrolet |
| 7     | Jeff Burton           | Richard Childress Racing | Chevrolet |
| 8     | Kevin Harvick         | Richard Childress Racing | Chevrolet |
| 9     | Matt Kenseth          | Roush Fenway Racing      | Ford      |
| 10    | Ryan Newman           | Penske Racing            | Dodge     |

Das 17. Rennen der Saison fand am 1. Juni 2007 auf dem New Hampshire International Speedway statt. Es war das achte Rennen des Car of Tomorrow. Denny Hamlin gewann sein erstes COT-Rennen, nachdem er bislang immer sehr gute Leistungen im neuen COT zeigte.
Fahrer, die sich nicht für das Rennen qualifizierten Brian Vickers (#83), Michael Waltrip (#55), Kenny Wallace (#78), Dale Jarrett (#44), Scott Riggs (#10), A. J. Allmendinger (#84)

### Pepsi 400 – Daytona Beach, Florida
| Platz | Fahrer         | Team                     | Automarke |
| ----- | -------------- | ------------------------ | --------- |
| 1     | Jamie McMurray | Roush Fenway Racing      | Ford      |
| 2     | Kyle Busch     | Hendrick Motorsports     | Chevrolet |
| 3     | Kurt Busch     | Penske Racing            | Dodge     |
| 4     | Carl Edwards   | Roush Fenway Racing      | Ford      |
| 5     | Jeff Gordon    | Hendrick Motorsports     | Chevrolet |
| 6     | Greg Biffle    | Roush Fenway Racing      | Ford      |
| 7     | Clint Bowyer   | Richard Childress Racing | Chevrolet |
| 8     | Matt Kenseth   | Roush Fenway Racing      | Ford      |
| 9     | Kasey Kahne    | Evernham Motorsports     | Dodge     |
| 10    | Jimmie Johnson | Hendrick Motorsports     | Chevrolet |

Das 18. Rennen der Saison fand am 7. Juli 2007 auf dem Daytona International Speedway statt. Das Qualifying wurde wegen Regens abgebrochen und das Feld nur nach Punkten (Ownerpoints) aufgestellt. Jamie McMurray hatte an der Ziellinie nur einen Vorsprung von 0,005 Sekunden auf Kyle Busch. Der engste Zieleinlauf der Saison.
Fahrer, die sich nicht für das Rennen qualifizierten Jeremy Mayfield (#36), A. J. Allmendinger (#84), Larry Foyt (#49), Michael Waltrip (#55), Kevin Lepage (#37), Ward Burton (#4), Boris Said (#60), Mike Wallace (#09), Eric McClure (#04), Kirk Shelmerdine (#27)

### USG Streetrock 400 – Joliet, Illinois
| Platz | Fahrer        | Team                     | Automarke |
| ----- | ------------- | ------------------------ | --------- |
| 1     | Tony Stewart  | Joe Gibbs Racing         | Chevrolet |
| 2     | Matt Kenseth  | Roush Fenway Racing      | Ford      |
| 3     | Carl Edwards  | Roush Fenway Racing      | Ford      |
| 4     | Kevin Harvick | Richard Childress Racing | Chevrolet |
| 5     | Casey Mears   | Hendrick Motorsports     | Chevrolet |
| 6     | Kurt Busch    | Penske Racing            | Dodge     |
| 7     | Jeff Burton   | Richard Childress Racing | Chevrolet |
| 8     | Ryan Newman   | Penske Racing            | Dodge     |
| 9     | Jeff Gordon   | Hendrick Motorsports     | Chevrolet |
| 10    | Clint Bowyer  | Richard Childress Racing | Chevrolet |

Das 19. Rennen der Saison fand am 15. Juli 2007 auf dem Chicagoland Speedway statt. Für Tony Stewart war es der erste Sieg der Saison in einem Punktrennen, nachdem er ja bereits ein Gatorade Duel und das Budweiser Shootout gewonnen hatte.
Fahrer, die sich nicht für das Rennen qualifizierten Scott Riggs (#10), Brian Vickers (#83), Dale Jarrett (#44), A. J. Allmendinger (#84), Kevin Lepage (#37), Kenny Wallace (#78)

### Allstate 400 at the Brickyard – Speedway, Indiana
| Platz | Fahrer             | Team                     | Automarke |
| ----- | ------------------ | ------------------------ | --------- |
| 1     | Tony Stewart       | Joe Gibbs Racing         | Chevrolet |
| 2     | Juan Pablo Montoya | Chip Ganassi Racing      | Dodge     |
| 3     | Jeff Gordon        | Hendrick Motorsports     | Chevrolet |
| 4     | Kyle Busch         | Hendrick Motorsports     | Chevrolet |
| 5     | Reed Sorenson      | Chip Ganassi Racing      | Dodge     |
| 6     | Mark Martin        | Dale Earnhardt, Inc.     | Chevrolet |
| 7     | Kevin Harvick      | Richard Childress Racing | Chevrolet |
| 8     | Jeff Burton        | Richard Childress Racing | Chevrolet |
| 9     | Dave Blaney        | Bill Davis Racing        | Toyota    |
| 10    | Matt Kenseth       | Roush Fenway Racing      | Ford      |

Das 20. Rennen der Saison fand am 29. Juli 2007 auf dem Indianapolis Motor Speedway in Speedway, einer Stadt in Indiana, in den USA, die komplett von der Stadt Indianapolis umschlossen ist, statt.
- Pole-Position: Reed Sorenson
- Rennlänge: 160 Runden, 400 Meilen (673,72 Kilometer)
- Meiste Führungsrunden: Tony Stewart – 65
- Fahrer, die sich nicht für das Rennen qualifizierten: Joe Nemechek (#08), A. J. Allmendinger (#84), Kevin Lepage (#37), Dale Jarrett (#44), Jeremy Mayfield (#36), Kenny Wallace (#78)

Für mehr siehe: Allstate 400 at the Brickyard 2007 

### Pennsylvania 500 – Long Pond, Pennsylvania
| Platz | Fahrer                | Team                     | Automarke |
| ----- | --------------------- | ------------------------ | --------- |
| 1     | Kurt Busch            | Penske Racing            | Dodge     |
| 2     | Dale Earnhardt junior | Dale Earnhardt, Inc.     | Chevrolet |
| 3     | Denny Hamlin          | Joe Gibbs Racing         | Chevrolet |
| 4     | Jeff Gordon           | Hendrick Motorsports     | Chevrolet |
| 5     | Jimmie Johnson        | Hendrick Motorsports     | Chevrolet |
| 6     | Tony Stewart          | Joe Gibbs Racing         | Chevrolet |
| 7     | Ryan Newman           | Penske Racing            | Dodge     |
| 8     | Clint Bowyer          | Richard Childress Racing | Chevrolet |
| 9     | Mark Martin           | Dale Earnhardt, Inc.     | Chevrolet |
| 10    | Casey Mears           | Hendrick Motorsports     | Chevrolet |

- Pole-Position: Dale Earnhardt junior
- Rennlänge: 200 Runden, 500 Meilen (804,65 Kilometer)
- Meiste Führungsrunden: Kurt Busch – 175
- Fahrer, die sich nicht für das Rennen qualifizierten: Mike Bliss (#49), Kevin Lepage (#37) Kenny Wallace (#78), A. J. Allmendinger (#84)

Das 21. Rennen der Saison fand am 5. August 2007 auf dem Pocono Racewayin Long Pond, Pennsylvania statt. Dale Earnhardt Jr. ergatterte sich dort zum ersten Mal seit der Saison 2002 wieder die Pole-Position. Kurt Busch, der 175 von 200 Runden anführte, gewann das Rennen. Mit diesem Rennen qualifizierte sich Jeff Gordon als erster Fahrer für den diesjährigen Chase for the Nextel Cup.

### Centurion Boats at The Glen – Watkins Glen, New York
Das 22. Rennen der Saison fand auf dem Watkins Glen International am 12. August 2007 in Walkins Glen, New York statt. Es war das neunte Rennen für das Car of Tomorrow. Dabei wurde die verkürzte Anbindung mit einer Länge von 2,45 Meilen (3,94 Kilometer) gefahren. Da dieses Rennen nicht auf einem Oval, sondern einem Straßenkurs stattfand, wurden folgende Fahrer durch Rundkursexperten ausgewechselt:
| Nr. | eingewechselter Fahrer | ersetzter Fahrer                    |
| --- | ---------------------- | ----------------------------------- |
| #00 | P. J. Jones            | David Reutimann                     |
| #10 | Patrick Carpentier     | Scott Riggs                         |
| #21 | Boris Said             | Bill Elliott                        |
| #37 | Brian Simo             | Kevin Lepage                        |
| #49 | Klaus Graf             | Mike Bliss                          |
| #55 | Terry Labonte          | Michael Waltrip (Inhaber des Autos) |
| #96 | Ron Fellows            | Tony Raines                         |

Jeff Gordon, der die meiste Zeit das Rennen anführte, musste in der 45. von 90 Runden die Führung an Tony Stewart abgeben. Nachdem Stewart kurz darauf aufgrund eines Fahrfehlers bis ins Mittelfeld zurückfiel, übernahm Gordon erneut die Führung. Zwei Runden vor dem Ziel hatte sich Stewart wieder bis auf Platz zwei nach vorne gearbeitet, als sich Gordon an derselben Stelle wie bereits zuvor Stewart einen Fahrfehler leistete. Stewart gewann daraufhin das Rennen, während Gordon nur auf Platz neun ins Ziel kam.
Auffälligste Szene des Rennens war die Berührung von Martin Truex Jr. bei Juan Pablo Montoya, welche eine Kettenreaktion auslöste, bei der Harvick und Montoya kollidierten. Noch bevor das Rennen mit der roten Flagge für Aufräumarbeiten unterbrochen wurde, parkte Harvick seinen ondulierten Rennwagen direkt vor Montoya, worauf beide Fahrer aus ihren Wagen stiegen und mit Handgreiflichkeiten ihre Standpunkte untermauern wollten. Montoya stieg anschließend zwar nochmal in seinen Wagen, musste aber nach wenigen Metern aufgrund der starken Beschädigungen in die Box geschleppt werden.
Fahrer, die sich nicht für das Rennen qualifizierten: Marcos Ambrose (#77), A. J. Allmendinger (#84), Ward Burton (#4), Klaus Graf (#49), Boris Said (#60)*, Brian Simo (#37).

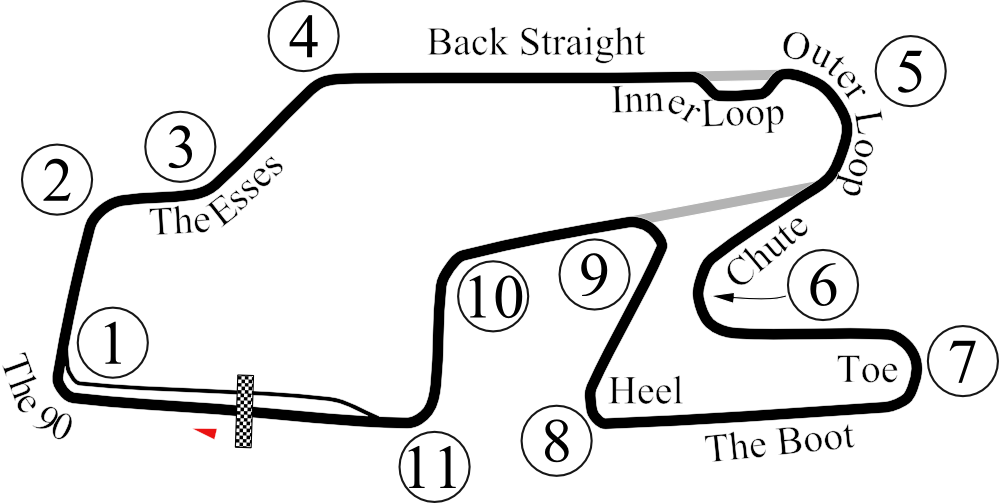
Streckenübersicht von Watkins Glen International

Top 10 Platzierungen:
| Platz | Nr. | Fahrer              | Auto      | Team                     |
| ----- | --- | ------------------- | --------- | ------------------------ |
| 1.    | #20 | Tony Stewart        | Chevrolet | Joe Gibbs Racing         |
| 2.    | #11 | Denny Hamlin        | Chevrolet | Joe Gibbs Racing         |
| 3.    | #48 | Jimmie Johnson      | Chevrolet | Hendrick Motorsports     |
| 4.    | #96 | Ron Fellows         | Chevrolet | Hall of Fame Racing      |
| 5.    | #7  | Robby Gordon        | Ford      | Robby Gordon Motorsports |
| 6.    | #1  | Martin Truex junior | Chevrolet | Dale Earnhardt, Inc.     |
| 7.    | #5  | Kyle Busch          | Chevrolet | Hendrick Motorsports     |
| 8.    | #99 | Carl Edwards        | Ford      | Roush Fenway Racing      |
| 9.    | #24 | Jeff Gordon         | Chevrolet | Hendrick Motorsports     |
| 10.   | #16 | Greg Biffle         | Ford      | Roush Fenway Racing      |

### 3M Performance 400 – Brooklyn, Michigan
| Platz | Fahrer              | Team                 | Automarke |
| ----- | ------------------- | -------------------- | --------- |
| 1     | Kurt Busch          | Penske Racing        | Dodge     |
| 2     | Martin Truex junior | Dale Earnhardt, Inc. | Chevrolet |
| 3     | Jimmie Johnson      | Hendrick Motorsports | Chevrolet |
| 4     | Matt Kenseth        | Roush Fenway Racing  | Ford      |
| 5     | Denny Hamlin        | Joe Gibbs Racing     | Chevrolet |
| 6     | Dave Blaney         | Bill Davis Racing    | Toyota    |
| 7     | Carl Edwards        | Roush Fenway Racing  | Ford      |
| 8     | Brian Vickers       | Team Red Bull        | Toyota    |
| 9     | Bobby Labonte       | Petty Enterprises    | Dodge     |
| 10    | Tony Stewart        | Joe Gibbs Racing     | Chevrolet |

- Pole-Position: Jeff Gordon
- Rennlänge: 203 Runden (Green-White-Checkered, Rennverlängerung), eigentliche Länge 200 Runden, 500 Meilen (804,65 Kilometer)
- Meiste Führungsrunden: Kurt Busch – 92
- Fahrer, die sich nicht für das Rennen qualifizierten: Jeremy Mayfield (#36), Dale Jarrett (#44), Scott Wimmer (#78), Kevin Lepage (#37), A. J. Allmendinger (#84)

Die Fahrer Mark Martin (#01), Martin Truex junior (#1), Ward Burton (#4), Dale Earnhardt junior (#8), Paul Menard (#15), J. J. Yeley (#18), Jeff Gordon (#24), Casey Mears (#25), Jimmie Johnson (#48), Scott Wimmer (#78) und Tony Raines (#96) starteten dieses Rennen mit einer Speziallackierung, aufgrund des 50. Geburtstags des '57er Bel Air’s.
Das 23. Rennen der Saison hätte am 19. August 2007 auf dem Michigan International Speedway in Brooklyn, Michigan stattfinden sollen, wurde aber wegen Regens auf den 20. August verschoben. Da auch an diesem Tag das Rennen wegen Regen nicht stattfinden konnte, wurde es auf den 21. August verschoben. Eine Rennverschiebung um zwei Tage gab es davor in der Saison 1997. Diese Verschiebung war so erst die zweite in der NASCAR-Geschichte überhaupt. Eine Rennverschiebung auf Mittwoch gab es noch nie zuvor.
Kurt Busch gewann das Rennen. Es war für ihn der zweite Sieg der Saison.

### Sharpie 500 – Bristol, Tennessee
| Platz | Fahrer                | Team                         | Automarke |
| ----- | --------------------- | ---------------------------- | --------- |
| 1     | Carl Edwards          | Roush Fenway Racing          | Ford      |
| 2     | Kasey Kahne           | Gillett Evernham Motorsports | Chevrolet |
| 3     | Clint Bowyer          | Richard Childress Racing     | Chevrolet |
| 4     | Tony Stewart          | Joe Gibbs Racing             | Chevrolet |
| 5     | Dale Earnhardt junior | Dale Earnhardt, Inc.         | Chevrolet |
| 6     | Kurt Busch            | Penske Racing                | Dodge     |
| 7     | Ryan Newman           | Penske Racing                | Dodge     |
| 8     | Bobby Labonte         | Petty Enterprises            | Dodge     |
| 9     | Kyle Busch            | Hendrick Motorsports         | Chevrolet |
| 10    | Greg Biffle           | Roush Fenway Racing          | Ford      |

Das 24. Rennen der Saison fand am 25. August 2007 bzw. am 26. August um 02:00 Uhr deutscher Zeit auf dem Bristol Motor Speedway in Bristol, Tennessee statt. Es war das erste Nextel-Cup-Rennen auf dem erneuerten Streckenbelag und zugleich das zehnte Rennen des neuen Car of Tomorrow.
- Pole-Position: Kasey Kahne
- Rennlänge: 500 Runden, 265 Meilen (424,46 Kilometer)
- Meiste Führungsrunden: Kasey Kahne – 305
- Fahrer, die sich nicht für das Rennen qualifizierten: David Reutimann (#00), Sterling Marlin (#78), Brain Vickers (#83), Kevin Lepage (#37), Stanton Barrett (#34)

Carl Edwards gewann sein zweites Rennen in der Saison 2007. Es war der erste COT-Sieg für Ford. Kasey Kahne konnte mit dem zweiten Platz sein bis dato bestes Saisonergebnis einfahren. Ebenso Clint Bowyer, dessen bestes Ergebnis ein vierter Platz in Sonoma war.

### Sharp AQUOS 500 – Fontana, Kalifornien
| Platz | Fahrer                | Team                         | Automarke |
| ----- | --------------------- | ---------------------------- | --------- |
| 1     | Jimmie Johnson        | Hendrick Motorsports         | Chevrolet |
| 2     | Carl Edwards          | Roush Fenway Racing          | Ford      |
| 3     | Kyle Busch            | Hendrick Motorsports         | Chevrolet |
| 4     | Jeff Burton           | Richard Childress Racing     | Chevrolet |
| 5     | Dale Earnhardt junior | Dale Earnhardt, Inc.         | Chevrolet |
| 6     | Martin Truex junior   | Dale Earnhardt, Inc.         | Chevrolet |
| 7     | Matt Kenseth          | Roush Fenway Racing          | Ford      |
| 8     | Brian Vickers         | Team Red Bull                | Toyota    |
| 9     | Kurt Busch            | Penske Racing                | Dodge     |
| 10    | Kasey Kahne           | Gillett Evernham Motorsports | Dodge     |

Das 25. Rennen der Saison fand am 2. September 2007 auf dem California Speedway in Fontana, Kalifornien statt. Es war das letzte Rennen auf einer zwei Meilen langen Strecke mit den alten Auto.
- Pole-Position: Kurt Busch
- Rennlänge: 250 Runden, 500 Meilen (804,65 Kilometer)
- Meiste Führungsrunden: Kyle Busch – 97
- Fahrer, die sich nicht für das Rennen qualifizierten: Scott Riggs (#10), Ward Burton (#4), Dale Jarrett (#44)

Kurt Busch sicherte sich mit einem Vorsprung von 0,001 Sekunden vor Jimmie Johnson die Pole-Position. Es war seine erste Pole-Position der Saison, welche ihm die Teilnahmeberechtigung für das Budweiser Shootout 2008 gab. Jimmie Johnson gewann zum fünften Mal in der Saison und sicherte sich somit weitere Bonuspunkte für den Chase.

### Chevy Rock and Roll 400 – Richmond, Virginia
| Platz | Fahrer         | Team                         | Automarke |
| ----- | -------------- | ---------------------------- | --------- |
| 1     | Jimmie Johnson | Hendrick Motorsports         | Chevrolet |
| 2     | Tony Stewart   | Joe Gibbs Racing             | Chevrolet |
| 3     | David Ragan    | Roush Fenway Racing          | Ford      |
| 4     | Jeff Gordon    | Hendrick Motorsports         | Chevrolet |
| 5     | Johnny Sauter  | Haas CNC Racing              | Chevrolet |
| 6     | Denny Hamlin   | Joe Gibbs Racing             | Chevrolet |
| 7     | Kevin Harvick  | Richard Childress Racing     | Chevrolet |
| 8     | Kasey Kahne    | Gillett Evernham Motorsports | Dodge     |
| 9     | Kurt Busch     | Penske Racing                | Dodge     |
| 10    | J. J. Yeley    | Joe Gibbs Racing             | Chevrolet |

Das 26. Rennen der Saison, das Chevy Rock and Roll 400, fand am 8. September auf dem Richmond International Raceway in Richmond, Virginia statt. Es war das elfte Rennen des Car of Tomorrow und das letzte Rennen vor dem Chase.
- Pole-Position: Jimmie Johnson
- Rennlänge: 400 Runden, 300 Meilen (482,79 Kilometer)
- Meiste Führungsrunden: Jeff Gordon – 190
- Fahrer, die sich nicht für das Rennen qualifizierten: Michael Waltrip (#55), Jeremy Mayfield (#36), Ward Burton (#4), Kevin Lepage (#37)

Jimmie Johnson gewann sein sechstes Rennen der Saison. Der aktuelle „Most Popular Driver“ (Beliebtester Fahrer) Dale Earnhardt junior schaffte es nicht, sich für den Chase zu qualifizieren. Clint Bowyer, Martin Truex junior, Kurt Busch und Kevin Harvick sicherten sich mit diesem Rennen ihre Plätze im Chase.

## Chase for the Nextel Cup
Der Chase for the Nextel Cup ist das Play-off-System der NASCAR. Die besten zwölf Fahrer in der Gesamtwertung qualifizieren sich für den Chase, der über zehn Rennen geht. Diese zehn Rennen werden geteilt. Bei fünf Rennen wird mit dem alten NASCAR-Auto gefahren, bei den anderen fünf Rennen in New Hampshire, Dover, Talladega, Martinsville und Phoenix wird das Car of Tomorrow eingesetzt. Das Saisonfinale in Miami sollte nicht nur das letzte Rennen des Chase und der Saison werden, sondern auch das letzte Rennen mit dem alten Auto der NASCAR-Serie. Alle zwölf Fahrer bekommen 5000 Punkte, sowie 10 Bonuspunkte für jeden Sieg, den sie im Laufe der Saison einfahren konnten.
Punktestände zu Beginn des Chase: 
| Fahrer              | Siege | Punkte |
| ------------------- | ----- | ------ |
| Jimmie Johnson      | 6     | 5060   |
| Jeff Gordon         | 4     | 5040   |
| Tony Stewart        | 3     | 5030   |
| Carl Edwards        | 2     | 5020   |
| Kurt Busch          | 2     | 5020   |
| Denny Hamlin        | 1     | 5010   |
| Jeff Burton         | 1     | 5010   |
| Kevin Harvick       | 1     | 5010   |
| Kyle Busch          | 1     | 5010   |
| Martin Truex junior | 1     | 5010   |
| Matt Kenseth        | 1     | 5010   |
| Clint Bowyer        | 0     | 5000   |

Rennen, welches dem Fahrer den Platz im Chase sicherte
5. August 2007, Pennsylvania 500 – Long Pond, Pennsylvania:
- Jeff Gordon

19. August 2007, 3M Performance 400 – Brooklyn, Michigan:
- Denny Hamlin

25. August 2007, Sharpie 500 – Bristol, Tennessee:
- Matt Kenseth
- Tony Stewart
- Carl Edwards

2. September 2007, Sharp AQUOS 500 – Fontana, Kalifornien:
- Jimmie Johnson
- Jeff Burton
- Kyle Busch

8. September 2007, Chevy Rock and Roll 400 – Richmond, Virginia:
- Clint Bowyer
- Martin Truex junior
- Kurt Busch
- Kevin Harvick

### Sylvania 300 – Loudon, New Hampshire
Kurzübersicht: 
Das Sylvania 300, das 27. Rennen der Saison und erste Rennen des Chase for the Nextel Cup 2007, fand am 16. September 2007 auf dem New Hampshire International Speedway in Loudon, New Hampshire statt. Es war das zwölfte Rennen des Car of Tomorrow.
- Pole-Position: Clint Bowyer
- Sieger: Clint Bowyer
- Meiste Führungsrunden: Clint Bowyer – 222
- Rennlänge: 300 Runden, 317 Meilen (511 Kilometer)
- Fahrer, die sich nicht für das Rennen qualifizierten: Sam Hornish junior (#06), Jeremy Mayfield (#36), Kevin Lepage (#37), Dale Jarrett (#44), John Andretti (#49), Michael Waltrip (#55),

Qualifikation: 
Clint Bowyer holte sich die zweite Pole-Position der Saison. In der Außenlinie der ersten Reihe startete Martin Truex junior, damit bestand die erste Startreihe komplett aus Chase-Neulingen. Matt Kenseth war der Langsamste der Chase-Piloten.
Nicht nur im Chase, sondern auch am hintersten Ende der Top 35 der Ownerpoints wurde noch um die letzten Positionen gekämpft. Bester der so genannten „Go or go home“-Fahrer (Fahrer, die sich für ein Rennen qualifizieren müssen) war Dave Blaney, der von Platz 10 aus ins Rennen ging. David Reutimann war zweitbester „Go or go home“-Fahrer und ging als 20. ins Rennen. IRL-Champion Sam Hornish junior schaffte es nicht sich für das Rennen zu qualifizieren. Im Training zuvor befand er sich noch auf einem guten 20. Platz. Es wäre sein Nextel-Cup-Debüt gewesen.
Der Dodge von John Andretti war zwar schnell genug, bestand aber nicht die technische Abnahme, aufgrund dessen durfte Boris Said nachrücken. Zudem schafften es Jeremy Mayfield (#36), Kevin Lepage (#37), Dale Jarrett (#44) und Michael Waltrip (#55) nicht sich zu qualifizieren.
Platzierungen der Chase-Fahrer: 
- 1. Clint Bowyer
- 2. Martin Truex junior
- 3. Kurt Busch
- 4. Jimmie Johnson
- 6. Tony Stewart
- 8. Kevin Harvick
- 11. Kyle Busch
- 12. Carl Edwards
- 14. Denny Hamlin
- 18. Jeff Gordon
- 23. Jeff Burton
- 31. Matt Kenseth

Rennen:
| Platz | Fahrer                  | Team                     | Automarke |
| ----- | ----------------------- | ------------------------ | --------- |
| 1     | Clint Bowyer (C)        | Richard Childress Racing | Chevrolet |
| 2     | Jeff Gordon (C)         | Hendrick Motorsports     | Chevrolet |
| 3     | Tony Stewart (C)        | Joe Gibbs Racing         | Chevrolet |
| 4     | Kyle Busch (C)          | Hendrick Motorsports     | Chevrolet |
| 5     | Martin Truex junior (C) | Dale Earnhardt, Inc.     | Chevrolet |
| 6     | Jimmie Johnson (C)      | Hendrick Motorsports     | Chevrolet |
| 7     | Matt Kenseth (C)        | Roush Fenway Racing      | Ford      |
| 8     | Casey Mears             | Hendrick Motorsports     | Chevrolet |
| 9     | Ryan Newman             | Penske Racing            | Dodge     |
| 10    | J. J. Yeley             | Joe Gibbs Racing         | Chevrolet |

(C) = Fahrer befindet sich im Chase for the Nextel Cup
Im Rennen war Clint Bowyer von Anfang an dominant und führte insgesamt 222 Runden. Er holte den ersten Nextel-Cup-Sieg seiner Karriere. Kurt Busch verlor einen Zylinder und musste mit weniger Leistung auskommen, er beendete das Rennen mit einer Runde Rückstand auf dem 25. Platz. J. J. Yeley kam erneut in die Top 10.
Chase-Fahrer außerhalb der Top 10:
- 12. Carl Edwards
- 15. Denny Hamlin
- 17. Kevin Harvick
- 18. Jeff Burton
- 25. Kurt Busch

Nach dem ersten Rennen des Chase waren Jimmie Johnson und Jeff Gordon in Gesamtwertung punktgleich, Johnson führte jedoch wegen der größeren Anzahl an Siegen die Tabelle an. Clint Bowyer sprang vom letzten auf den vierten Platz, Kurt Busch war nach den technischen Problemen in Loudon Letzter der Chase-Fahrer und nun schon 102 Punkte hinter den Führenden.

### Dodge Dealers 400 – Dover, Delaware
Kurzübersicht: 
Das Dodge Dealers 400, das 28. Rennen der Saison und zweite Rennen des Chase for the Nextel Cup 2007, fand am 23. September 2007 auf dem Dover International Speedway in Dover, Delaware statt. Es war das zwölfte Rennen des Car of Tomorrow.
- Pole-Position: Jimmie Johnson
- Sieger: Carl Edwards
- Meiste Führungsrunden: Matt Kenseth – 192
- Rennlänge: 400 Runden, 400 Meilen (643,7 Kilometer)
- Fahrer, die sich nicht für das Rennen qualifizierten: Sam Hornish junior (#06), Ward Burton (#4), Dave Blaney (#22), Scott Wimmer (#33), Jeremy Mayfield (#36), Kevin Lepage (#37)

Qualifikation: 
Jimmie Johnson gewann seine zweite Pole-Position innerhalb von drei Rennen. Neuling Juan Pablo Montoya brachte seinen Wagen zum dritten Mal auf den zweiten Platz.
Scott Riggs, A. J. Allmendinger und David Reutimann waren die besten der „Go or go home“-Fahrer, der Fahrer, die keinen festen Startplatz haben. Der dreifache IndyCar-Series- und Indianapolis-500-Sieger Sam Hornish junior konnte sich bei seinem zweiten Startversuch im Nextel Cup erneut nicht qualifizieren. Ebenso nicht im Rennen waren Ward Burton (#4), Dave Blaney (#22), Scott Wimmer (#33), Jeremy Mayfield (#36) und Kevin Lepage (#37). Besonders Dave Blaney traf dies hart. Er war zeitweise in den Top 35 der Ownerpoints und war in einer guten Position, dahin zurückzukommen.
Platzierungen der Chase-Fahrer: 
- 1. Jimmie Johnson
- 3. Denny Hamlin
- 4. Kurt Busch
- 5. Martin Truex junior
- 7. Kevin Harvick
- 10. Matt Kenseth
- 15. Carl Edwards
- 22. Kyle Busch
- 27. Jeff Gordon
- 28. Tony Stewart
- 36. Jeff Burton
- 42. Clint Bowyer

Rennen:
| Platz | Fahrer                | Team                     | Automarke |
| ----- | --------------------- | ------------------------ | --------- |
| 1     | Carl Edwards (C)      | Roush Fenway Racing      | Ford      |
| 2     | Greg Biffle           | Roush Fenway Racing      | Ford      |
| 3     | Dale Earnhardt junior | Dale Earnhardt, Inc.     | Chevrolet |
| 4     | Mark Martin           | Dale Earnhardt, Inc.     | Chevrolet |
| 5     | Kyle Busch (C)        | Hendrick Motorsports     | Chevrolet |
| 6     | Casey Mears           | Hendrick Motorsports     | Chevrolet |
| 7     | Jeff Burton (C)       | Richard Childress Racing | Chevrolet |
| 8     | Jamie McMurray        | Roush Fenway Racing      | Ford      |
| 9     | Tony Stewart (C)      | Joe Gibbs Racing         | Chevrolet |
| 10    | Juan Pablo Montoya    | Chip Ganassi Racing      | Dodge     |

(C) = Fahrer befindet sich im Chase for the Nextel Cup
Denny Hamlin ging nach dem Start in Führung und überholte in der zweiten Runde den Trainingsschnellsten Jimmie Johnson und führte die ersten Runden des Rennens an, musste sich aber kurz darauf Matt Kenseth geschlagen geben. Kenseth dominierte anschließend trotz Problemen mit der Lichtmaschine und abfallenden Spannungen in beiden Batterien die erste Hälfte des Rennens. Carl Edwards, der spätere Sieger des Rennens, kam in Runde 150 mit Problemen am Seilzug des Gaspedals in die Box und fiel weit zurück. Er profitierte jedoch von den 119 Runden unter Grün nach Halbzeit des Rennens und übernahm ab Runde 322 die Führung, die er anschließend aufgrund des letzten Boxenstopps nur kurzfristig wieder abgab und so seinen dritten Sieg der Saison einfuhr.
Überschattet wurde das Rennen von mehreren schweren Unfällen. So wurde ein Crewmitglied von Michael Waltrip Racing von einem umherfliegenden Reifen getroffen und musste anschließend zur Behandlung in ein Krankenhaus gebracht werden. In Runde 363 brach das Auto von John Andretti aus und wurde von Tony Raines getroffen, der ihn frontal in die Mauer schickte. In Runde 386 kam es nach einem Neustart zu einem Massenunfall. Nachdem Kurt Busch mit einem Reifenschaden ausgangs Kurve 2 in die Mauer fuhr und auf die Strecke zurückkatapultierte, konnten viele der nachfolgenden Fahrer nicht mehr ausweichen. In diesem Unfall verwickelt waren auch die Chase-Teilnehmer Jimmie Johnson, Kyle Busch und Martin Truex junior. Letzterer schleppte seinen ondulierten Wagen ohne weite Teile der Front-Verkleidung und defektem Kühler die letzten Runden um den Kurs und beendete das Rennen noch auf Platz 13.
Chase-Fahrer außerhalb der Top 10:
- 11. Jeff Gorden
- 12. Clint Bowyer
- 13. Martin Truex Jr.
- 14. Jimmie Johnson
- 20. Kevin Harvick
- 28. Kurt Busch
- 35. Matt Kenseth
- 38. Denny Hamlin

In der Meisterschaft führte Jeff Gordon jetzt mit zwei Punkten vor Tony Stewart. Dritter war nach seinem Sieg Carl Edwards mit drei Punkten Rückstand. Allerdings wurde bei der Inspektion seines Rennwagens nach dem Rennen festgestellt, dass dieser hinten rechts die Mindesthöhe unterschritten hatte. Er wurde am auf das Rennen folgenden Dienstag mit einem Abzug von 25 Punkten in der Fahrer- und Ownerwertung bestraft und fiel damit auf den sechsten Platz der Gesamtwertung.

### LifeLock 400 – Kansas City, Kansas
Kurzübersicht: 
Das LifeLock 400, das 29. Rennen der Saison und dritte Rennen des Chase, fand am 30. September 2007 auf dem Kansas Speedway in Kansas City, Kansas statt.
- Pole-Position: Jimmie Johnson
- Sieger: Greg Biffle
- Meiste Führungsrunden: Kurt Busch – 76
- Rennlänge: 267 Runden, 400,5 Meilen (644,5 Kilometer)
- Fahrer, die sich nicht für das Rennen qualifizierten: Ward Burton (#4), Jon Wood (#47), Brian Vickers (#83), A. J. Allmendinger (#84),

Qualifikation: 
Jimmie Johnson gewann die dritte Pole-Position innerhalb der letzten vier Rennen. Auf dem zweiten Platz landete Matt Kenseth, auf dem dritten etwas überraschend Scott Riggs, der damit der Beste der Go or go home-Fahrer war. Ward Burton (#4), Jon Wood (#47), Brian Vickers (#83), A. J. Allmendinger (#84) schafften es nicht sich für das Rennen zu qualifizieren. In der letzten Trainingssitzung vor dem Rennen beschädigte Jimmie Johnson seinen Wagen und musste den Wagen wechseln. Dadurch wurde er ans Ende des Feldes versetzt und musste vom letzten Startplatz ins Rennen gehen.
- 1. Jimmie Johnson
- 2. Matt Kenseth
- 4. Jeff Gordon
- 5. Denny Hamlin
- 8. Kyle Busch
- 9. Martin Truex junior
- 10. Clint Bowyer
- 12. Kurt Busch
- 17. Kevin Harvick
- 19. Tony Stewart
- 27. Carl Edwards
- 34. Jeff Burton

Rennen:
| Platz | Fahrer                | Team                         | Automarke |
| ----- | --------------------- | ---------------------------- | --------- |
| 1     | Greg Biffle           | Roush Fenway Racing          | Ford      |
| 2     | Clint Bowyer (C)      | Richard Childress Racing     | Chevrolet |
| 3     | Jimmie Johnson (C)    | Hendrick Motorsports         | Chevrolet |
| 4     | Casey Mears           | Hendrick Motorsports         | Chevrolet |
| 5     | Jeff Gordon (C)       | Hendrick Motorsports         | Chevrolet |
| 6     | Kevin Harvick (C)     | Richard Childress Racing     | Chevrolet |
| 7     | Reed Sorenson         | Chip Ganassi Racing          | Dodge     |
| 8     | Elliott Sadler        | Gillett Evernham Motorsports | Dodge     |
| 9     | Kasey Kahne           | Gillett Evernham Motorsports | Dodge     |
| 10    | Dale Earnhardt junior | Dale Earnhardt, Inc.         | Chevrolet |

(C) = Fahrer befindet sich im Chase for the Nextel Cup
Das Rennen war geprägt von Regen und vielen Unterbrechungen aufgrund von Vorfällen auf der Strecke. Nach nur 16 Runden musste es das erste Mal für rund eine Stunde wegen Regens unterbrochen werden. Kurz nach dem Neustart schob Earnhardt Jr. Kyle Busch von hinten an, der sich daraufhin in die Mauer drehte und als erster Chase-Teilnehmer einen herben Rückschlag hinnehmen musste. Im weiteren Verlauf kämpften Tony Stewart, Kurt Busch sowie Matt Kenseth um die Führungsposition, bis in Runde 149 das Rennen erneut wegen Regens unterbrochen wurde. Zu diesem Zeitpunkt lagen viele der Meisterschaftskandidaten aufgrund eines kurz zuvor absolvierten Boxenstopps im hinteren Teil des Feldes. Tony Stewart hingegen pokerte und blieb mit fast leerem Tank auf Position eins liegend hinter dem Pace-Car, wodurch er zu diesem Zeitpunkt als sicherer Sieger aussah.
Nach mehr als zwei Stunden wurde das Rennen nochmals gestartet und die Distanz aufgrund drohender Dunkelheit auf 225 Runden anstatt 267 Runden verkürzt. In Runde 157 schob Tony Stewart seinen Meisterschaftskontrahenten Martin Truex Jr. an, der beim hieraus resultierenden Unfall unter anderem auch Matt Kenseth mitriss. Stewart beschädigte sich die Front seines Wagens hierbei stark, ließ sie aber nicht in der Box reparieren. Als Folge beschädigte er sich in Runde 176 seinen Reifen und wurde von Kurt Busch abgeschossen, der nicht mehr rechtzeitig bremsen konnte. Als weiterer Teilnehmer des Chase wurde Carl Edwards, der Sieger des vorangegangenen Rennens, getroffen.
NASCAR reduzierte die Renndistanz in der folgenden Gelbphase auf 210 Runden und nach dem Neustart in Runde 184 führte Greg Biffle das Rennen an. Nach einem Reifenschaden von Juan Pablo Montoya in Runde 207 führte NASCAR das Feld aufgrund einsetzender Dunkelheit unter Gelb ins Ziel und erklärte Biffle zum Sieger, der damit den ersten Saisonsieg einfahren konnte. Allerdings gab es Kontroversen um den Zieleinlauf, nachdem Biffle in der letzten Runde die Geschwindigkeit des Pace-Cars nicht mehr halten konnte und vom Zweiten Clint Bowyer sowie Dritten Jimmie Johnson überholt wurde. NASCAR begründete die Entscheidung damit, dass das Rennen unter Gelb eingefroren sei und nicht überholt werden dürfe. Bowyer und Johnson sahen den Ausgang des Rennens aber anders, da Biffle das Benzin ausgegangen sein soll. Biffle hingegen verteidigte die Entscheidung von NASCAR und behauptete, er hätte noch Benzin im Tank gehabt und hätte den Wagen jederzeit starten können, NASCAR habe ihm jedoch gesagt, den Motor nicht zu starten.
Aufgrund der Regenunterbrechungen dauerte das Rennen insgesamt knapp sechs Stunden. Insgesamt sieben Chase-Fahrer waren in Unfälle verwickelt.
Chase-Fahrer außerhalb der Top 10:
- 11. Kurt Busch
- 29. Denny Hamlin
- 35. Matt Kenseth
- 36. Jeff Burton
- 37. Carl Edwards
- 38. Martin Truex junior
- 39. Tony Stewart
- 41. Kyle Busch

Nach dem Rennen in Kansas führte Jimmie Johnson in Gesamtwertung mit sechs Punkten vor seinem Teamkollegen Jeff Gordon und neun Punkten vor Clint Bowyer. Vierter war Tony Stewart. Denny Hamlin war nach einem erneuten Unfall Letzter der Chase-Fahrer mit einem Rückstand von 248 Punkten auf Johnson.

### UAW Ford 500 – Talladega, Alabama
Kurzübersicht: 
Das UAW Ford 500, das 30. Rennen der Saison und vierte Rennen des Chase, fand am 7. Oktober 2007 auf dem Talladega Superspeedway in Talladega, Alabama statt. Es war das 14. Rennen des Car of Tomorrow, aber das Erste bei einem Restrictor-Plate-Rennen.
- Pole-Position: Michael Waltrip
- Sieger: Jeff Gordon
- Meiste Führungsrunden: Denny Hamlin – 40
- Rennlänge: 188 Runden, 501.2 Meilen (806,6 Kilometer)
- Fahrer, die sich nicht für das Rennen qualifizierten: Sam Hornish junior (#06), Sterling Marlin (#09), Ward Burton (#4), Scott Riggs (#10), Jeremy Mayfield (#36), Kevin Lepage (#37), Boris Said (#60), A. J. Allmendinger (#84)

Qualifikation: 
Michael Waltrip holte erstmals seit 2003 wieder eine Pole-Position, es war die erste für seinen eigenen Rennstall. Die Top-10-Fahrer der Qualifikation waren „Go or go home“-Fahrer, die nicht sicher für das Rennen qualifiziert sind. Da aber nur acht Plätze für diese Fahrer zu vergeben sind, durfte der neuntschnellste Fahrer der Qualifikation, A. J. Allmendinger, nicht am Rennen teilnehmen. Ebenfalls nicht mit dabei waren Sam Hornish Jr. (#06), der noch immer auf sein Nextel-Cup-Debüt warten musste, Sterling Marlin (#09), Ward Burton (#4), Scott Riggs (#10), Jeremy Mayfield (#36), Kevin Lepage (#37) und Boris Said (#60). Schnellster der Fahrer, die in den Top 35 der Ownerpoints waren, war Bobby Labonte, schnellster Chase-Fahrer Tony Stewart, der vom elften Platz startete.
Platzierungen der Chase-Fahrer: 
- 11. Tony Stewart
- 13. Martin Truex junior
- 18. Denny Hamlin
- 19. Jimmie Johnson
- 21. Jeff Burton
- 23. Clint Bowyer
- 25. Matt Kenseth
- 31. Carl Edwards
- 34. Jeff Gordon*
- 36. Kyle Busch*
- 37. Kevin Harvick*
- 41. Kurt Busch*

* = Gesetzt durch Ownerpoints. Zeit wäre sonst nicht schnell genug für eine Qualifikation für das Rennen gewesen.
Rennen:
| Platz | Fahrer             | Team                 | Automarke |
| ----- | ------------------ | -------------------- | --------- |
| 1     | Jeff Gordon (C)    | Hendrick Motorsports | Chevrolet |
| 2     | Jimmie Johnson (C) | Hendrick Motorsports | Chevrolet |
| 3     | Dave Blaney        | Bill Davis Racing    | Toyota    |
| 4     | Denny Hamlin (C)   | Joe Gibbs Racing     | Chevrolet |
| 5     | Ryan Newman        | Penske Racing        | Dodge     |
| 6     | Casey Mears        | Hendrick Motorsports | Chevrolet |
| 7     | Kurt Busch (C)     | Penske Racing        | Dodge     |
| 8     | Tony Stewart (C)   | Joe Gibbs Racing     | Chevrolet |
| 9     | Tony Raines        | Hall of Fame Racing  | Chevrolet |
| 10    | Reed Sorensen      | Chip Ganassi Racing  | Dodge     |

(C) = Fahrer befindet sich im Chase for the Nextel Cup
Das Rennen auf dem Talladega Superspeedway war das erste Restrictor Plate-Rennen mit dem Car of Tomorrow, entsprechend vorsichtig gingen die Fahrer ins Rennen. So verlief das Rennen über weite Teile recht unspektakulär und es kam zu deutlich weniger der sonst bei einem Rennen mit Restrictor Plate üblichen Führungswechsel. Die beiden in der Meisterschaft führenden Fahrer von Hendrick Motorsports, Jimmie Johnson und Jeff Gordon, hielten sich bis in die Schlussphase des Rennens zurück und fuhren auf Positionen außerhalb der Top 30 hinterher.
Negative Schlagzeilen machten die neuen Motoren von Dale Earnhardt, Inc./Richard Childress Racing: Gleich vier Aggregate erlitten einen kapitalen Motorschaden. Davon betroffen waren unter anderem die Chase-Teilnehmer Jeff Burton und Martin Truex Jr. Auch andere Chase-Teilnehmer kamen beim UAW Ford 500 nicht ungeschoren davon. So waren Kyle Busch, Matt Kenseth und Denny Hamlin in einen Massenunfall in Runde 145 der insgesamt 188 Runden verwickelt. Nach weiteren kleinen Zwischenfällen mit anschließender Rennunterbrechung arbeiteten sich Jimmie Johnson und Jeff Gordon mit Unterstützung von Casey Mears als dritten Hendrick-Fahrer kontinuierlich nach vorne. In Runde 183 übernahm Johnson die Führung, dicht gefolgt von Gordon und Tony Stewart neben ihm auf der äußeren Spur. In der letzten Runde nutzte Gordon die Gelegenheit und zog nach außen vor Stewart, dessen Bumbdraft Gordon zum Sieg verhalf.
Chase-Fahrer außerhalb der Top 10:
- 11. Clint Bowyer
- 14. Carl Edwards
- 20. Kevin Harvick
- 26. Matt Kenseth
- 36. Kyle Busch
- 42. Martin Truex junior
- 43. Jeff Burton

Nach dem Rennen in Talladega führte Jeff Gordon in Gesamtwertung mit neun Punkten vor seinem Teamkollegen Jimmie Johnson und 63 Punkten vor Clint Bowyer. Tony Stewart als Vierter hatte bereits 154 Punkte Rückstand. Beginnend mit Kevin Harvick auf Platz fünf hatten alle folgenden Chase-Teilnehmer bereits mehr als 200 Punkte Rückstand.

### Bank of America 500 – Concord, North Carolina
Kurzübersicht:
Das Bank of America 500, das 31. Rennen der Saison und fünfte Rennen des Chase for the Nextel Cup, fand am 13. Oktober 2007 auf dem Lowe’s Motor Speedway in Concord, North Carolina statt.
- Pole-Position: Ryan Newman
- Sieger: Jeff Gordon
- Meiste Führungsrunden: Jimmie Johnson – 95
- Rennlänge: 334 Runden, 500 Meilen (804,65 Kilometer)
- Fahrer, die sich nicht für das Rennen qualifizierten: Sam Hornish junior (#06), Carl Long (#08), Kirk Shelmerdine (#27), Dale Jarrett (#44), Joe Nemechek (#78), Brian Vickers (#83)

Qualifying:
Platzierungen der Chase Teilnehmer:
- 2. Jimmie Johnson
- 4. Jeff Gordon
- 7. Matt Kenseth
- 8. Kurt Busch
- 11. Denny Hamlin
- 13. Kyle Busch
- 18. Carl Edwards
- 24. Kevin Harvick
- 25. Clint Bowyer
- 27. Jeff Burton
- 29. Tony Stewart
- 32. Martin Truex junior

Rennen:
| Platz | Fahrer           | Team                         | Automarke |
| ----- | ---------------- | ---------------------------- | --------- |
| 1     | Jeff Gordon (C)  | Hendrick Motorsports         | Chevrolet |
| 2     | Clint Bowyer (C) | Richard Childress Racing     | Chevrolet |
| 3     | Kyle Busch (C)   | Hendrick Motorsports         | Chevrolet |
| 4     | Jeff Burton (C)  | Richard Childress Racing     | Chevrolet |
| 5     | Carl Edwards (C) | Roush Fenway Racing          | Ford      |
| 6     | Dave Blaney      | Bill Davis Racing            | Toyota    |
| 7     | Tony Stewart (C) | Joe Gibbs Racing             | Chevrolet |
| 8     | Kasey Kahne      | Gillett Evernham Motorsports | Dodge     |
| 9     | David Stremme    | Chip Ganassi Racing          | Dodge     |
| 10    | Michael Waltrip  | Michael Waltrip Racing       | Toyota    |

(C) = Fahrer befindet sich im Chase for the Nextel Cup
Das Bank of America 500 wurde als Nachtrennen ausgetragen und der Lowe’s Motor Speedway machte seinem Spitznamen als The Beast of the Southeast alle Ehre, als bereits in der ersten Runde David Reutimann in Kurve 4 einschlug und somit die erste von insgesamt 14 Gelbphasen auslöste, wobei der überwiegende Anteil auf Vorfällen in dieser Kurve beruhte.
Dominierender Fahrer der ersten beiden Drittel des Rennens war Jimmie Johnson. Trotz relativ langsamer Boxenstopps, bei denen er einige Plätze verlor, übernahm er kurze Zeit später jeweils wieder die Führung im Rennen und fuhr dem Feld deutlich davon, womit er sich auch die fünf Bonuspunkte für die meisten Führungsrunden sicherte. Ebenfalls stark in der ersten Hälfte des Rennens waren Clint Boywer und Matt Kenseth, der im Verlauf des Rennens nach drei Unfällen weit zurückfiel und nach 283 Runden das Rennen beenden musste. Früh in Probleme geriet Chase-Teilnehmer Kevin Harvick, der mit einem schleichenden Plattfuß zweimal in die Box kommen musste und am Ende mit sieben Runden Rückstand ins Ziel kam.
Rund 100 Runden vor dem Ziel sah es so aus, als ob der Sieg nur über Jimmie Johnson führen würde. Nachdem er bei einem Boxenstopp im Gegensatz zu seinen Konkurrenten vier neue Reifen aufziehen ließ, büßte er einige Positionen ein und leistete sich in Runde 231 einen folgenschweren Fahrfehler. Er beschädigte seinen Wagen zwar nur leicht, fiel allerdings fast bis Position 30 zurück. Während sich Johnson durchs Feld nach vorne arbeitete, übernahm zunächst Clint Boywer und in Runde 273 Jeff Gordon die Spitze. Nachdem Johnson in Runde 312 wieder bis auf Position acht nach vorne gekommen war, hatte er beim Neustart in Runde 329 Probleme und kam nicht gut weg, so dass er erneut Positionen einbüßte. Auch der führende Jeff Gordon kam nicht gut weg und Pole-Mann Ryan Newman flog an ihm vorbei. Drei Runden vor Schluss sah Newman wie der sichere Sieger aus, als er mit seinem Dodge in der Mauer landete. Da das Rennen deswegen unter Gelb zu Ende gegangen wäre, kam die Green-White-Checkered-Regel zur Anwendung und das Rennen wurde um drei Runden verlängert. Johnson musste wegen der Verlängerung nochmal zum Nachtanken an die Box, während Gordon auf der Strecke blieb und mit den letzten Tropfen Benzin das Rennen als Sieger beendete.
Chase-Fahrer außerhalb der Top 10:
- 14. Jimmie Johnson
- 17. Martin Truex junior
- 20. Denny Hamlin
- 26. Kurt Busch
- 33. Kevin Harvick
- 34. Matt Kenseth

Nach dem Rennen in Charlotte führte Jeff Gordon in Gesamtwertung mit 68 Punkten vor seinem Teamkollegen Jimmie Johnson und 78 Punkten vor Clint Bowyer. Tony Stewart als Vierter hatte bereits 198 Punkte Rückstand. Beginnend mit Carl Edwards auf Platz fünf hatten alle folgenden Chase-Teilnehmer bereits mehr als 240 Punkte Rückstand. Matt Kenseth lag auf dem letzten Platz im Chase und hatte bereits 442 Punkte Rückstand.

### Subway 500 – Martinsville, Virginia
Kurzübersicht: 
Das Subway 500, das sechste Rennen des Chase und 32. Rennen der Saison, fand am 21. Oktober 2007 auf dem Martinsville Speedway in Martinsville, Virginia statt. Es war das 15. Rennen des Car of Tomorrow.
- Pole-Position: Jeff Gordon
- Sieger: Jimmie Johnson
- Meiste Führungsrunden: Jeff Gordon – 168
- Rennlänge: 500 Runden, 263 Meilen (423,24 Kilometer)
- Fahrer, die sich nicht für das Rennen qualifizierten: Sam Hornish junior (#06), Jeremy Mayfield (#36), Kevin Lepage (#37), Joe Nemechek (#78), Brian Vickers (#83)

Qualifying: 
Jeff Gordon sicherte sich die Pole-Position, Zweiter wurde Martin Truex junior. Der beste „Nicht-Chase-Fahrer“ war Kasey Kahne auf dem fünften Platz. Der beste „Go-or-go-home-Fahrer“ war John Andretti, der seinen Wagen auf den 15. Startplatz brachte. Sam Hornish Jr. (#06), Jeremy Mayfield (#36), Kevin Lepage (#37), Joe Nemechek (#78) und Brian Vickers (#83) schafften es nicht sich zu qualifizieren. Sam Hornish Jr. musste somit weiterhin auf sein Nextel-Cup-Debüt warten.
Platzierungen der Chase-Teilnehmer:
- 1. Jeff Gordon
- 2. Martin Truex junior
- 3. Kevin Harvick
- 4. Jimmie Johnson
- 6. Kyle Busch
- 11. Kurt Busch
- 18. Jeff Burton
- 20. Carl Edwards
- 21. Clint Bowyer
- 24. Matt Kenseth
- 30. Denny Hamlin
- 34. Tony Stewart

Rennen:
| Platz | Fahrer                 | Team                     | Automarke |
| ----- | ---------------------- | ------------------------ | --------- |
| 1     | Jimmie Johnson (C)     | Hendrick Motorsports     | Chevrolet |
| 2     | Ryan Newman            | Penske Racing            | Dodge     |
| 3     | Jeff Gordon (C)        | Hendrick Motorsports     | Chevrolet |
| 4     | Kyle Busch (C)         | Hendrick Motorsports     | Chevrolet |
| 5     | Matt Kenseth (C)       | Roush Fenway Racing      | Ford      |
| 6     | Denny Hamlin (C)       | Joe Gibbs Racing         | Chevrolet |
| 7     | Greg Biffle            | Roush Fenway Racing      | Ford      |
| 8     | Juan Pablo Montoya (R) | Chip Ganassi Racing      | Dodge     |
| 9     | Clint Bowyer (C)       | Richard Childress Racing | Chevrolet |
| 10    | Kevin Harvick (C)      | Richard Childress Racing | Chevrolet |

(C) = Fahrer befindet sich im Chase for the Nextel Cup
(R) = Rookie (Neuling)
Jimmie Johnson holte seinen siebten Sieg in der Nextel Cup Saison 2007. Das Rennen, das aufgrund der „Green-White-Checkered-Finish“-Regel in die Verlängerung ging, wurde unter gelb beendet, da David Ragan sich in der Rennverlängerung drehte, was Ryan Newman die Siegchance nahm, der somit weiterhin auf einen Sieg in der Saison 2007 warten musste.
Chase-Fahrer außerhalb der Top 10:
- 11. Carl Edwards
- 12. Jeff Burton
- 13. Tony Stewart
- 19. Martin Truex junior
- 31. Kurt Busch

Jimmie Johnson konnte durch seinen Sieg ein kleines Stück an Jeff Gordon herankommen und hatte nur noch 53 Punkte Rückstand. Der Drittplatzierte in den Punkten, Clint Bowyer, der im Subway 500 Neunter wurde, war bereits 115 Punkte zurück. Nach diesem Rennen hatten Tony Stewart, Vierter in der Gesamtwertung mit 249 Punkten Rückstand, und Carl Edwards, Fünfter in der Gesamtwertung mit 285 Punkten Rückstand, nur noch geringe Chancen den Titel zu holen. Alle anderen Piloten konnten zwar rechnerisch noch den Titel holen, dies war aber sehr unwahrscheinlich und nur mit viel Glück möglich.

### Pep Boys Auto 500 – Atlanta, Georgia
Kurzübersicht:
Das Pep Boys Auto 500, das siebte Rennen des Chase und 33. Rennen der Saison, fand am 28. Oktober 2007 auf dem Atlanta Motor Speedway in Atlanta, Georgia statt.
- Pole-Position: Greg Biffle
- Sieger: Jimmie Johnson
- Meiste Führungsrunden: Martin Truex junior – 125
- Rennlänge: 325 Runden, 500 Meilen (804,65 Kilometer)
- Fahrer, die sich nicht für das Rennen qualifizierten: David Reutimann (#00), Sam Hornish junior (#06), Burney Lamar (#08), Ward Burton (#4), Mike Skinner (#36)

Qualifying: 
Greg Biffle holte sich seine erste Pole-Position in der Saison 2007 und damit die Teilnahmeberechtigung für das Budweiser Shootout 2008. Kurt Busch brachte den Wagen auf den zweiten Platz und war damit bester Chase-Fahrer. Etwas überraschend auf Rang drei war Dale Jarrett, der somit bester „Go-or-go-home“-Fahrer war. Nicht qualifizieren konnten sich David Reutimann (#00), der am nächsten Tag überlegen das Sam’s Town 250 in der Busch Series gewann, Sam Hornish Jr. (#06), Burney Lamar (#08), der seinen ersten Startversuch in der Saison 2007 machte, Ward Burton (#4) und Mike Skinner (#36), der Jeremy Mayfield, welcher zu Haas CNC Racing ging, ersetzte.
Platzierungen der Chase-Teilnehmer:
- 2. Kurt Busch
- 6. Jimmie Johnson
- 8. Jeff Gordon
- 16. Carl Edwards
- 17. Matt Kenseth
- 18. Denny Hamlin
- 19. Kyle Busch
- 20. Martin Truex junior
- 26. Clint Bowyer
- 28. Jeff Burton
- 30. Tony Stewart
- 34. Kevin Harvick

Rennen:
| Platz | Fahrer             | Team                         | Automarke |
| ----- | ------------------ | ---------------------------- | --------- |
| 1     | Jimmie Johnson (C) | Hendrick Motorsports         | Chevrolet |
| 2     | Carl Edwards (C)   | Roush Fenway Racing          | Ford      |
| 3     | Reed Sorenson      | Chip Ganassi Racing          | Dodge     |
| 4     | Matt Kenseth (C)   | Roush Fenway Racing          | Ford      |
| 5     | Jeff Burton (C)    | Richard Childress Racing     | Chevrolet |
| 6     | Clint Bowyer (C)   | Richard Childress Racing     | Chevrolet |
| 7     | Jeff Gordon (C)    | Hendrick Motorsports         | Chevrolet |
| 8     | Kurt Busch (C)     | Penske Racing                | Dodge     |
| 9     | Kasey Kahne        | Gillett Evernham Motorsports | Dodge     |
| 10    | Brian Vickers      | Team Red Bull                | Toyota    |

(C) = Fahrer befindet sich im Chase for the Nextel Cup
Jimmie Johnson gewann zum zweiten Mal in Folge und zum achten Mal in der Saison. Kein anderer Fahrer hatte in der Saison 2007 so viele Siege. Wie auch schon das Rennen in der Woche zuvor ging dieses Rennen in eine „Green-White-Checkered-Finish“-Verlängerung und wurde dann nach einem Unfall von Dale Earnhardt junior, der sein linkes Hinterrad verlor, unter gelber Flagge beendet. Reed Sorenson, der Dritter wurde, erfuhr seine bis dato beste Platzierung der Saison.
Chase-Fahrer außerhalb der Top 10:
- 15. Kevin Harvick
- 20. Kyle Busch
- 24. Denny Hamlin
- 30. Tony Stewart
- 31. Martin Truex junior

Nach dem Rennen war Jimmie Johnson nur noch neun Punkte hinter Jeff Gordon. Clint Bowyer hatte nun einen Rückstand von 111 Punkten und somit noch Chancen. Vierter in den Punkten ist Carl Edwards, der bereits 261 Punkte Rückstand hatte und nur noch mit sehr viel Glück die Meisterschaft gewinnen konnte.

### Dickies 500 – Fort Worth, Texas
Kurzübersicht:
Das Dickies 500, das achte Rennen des Chase und 34. Rennen der Saison, fand am 4. November 2007 auf dem Texas Motor Speedway in Fort Worth, Texas statt. Es war das vorletzte Rennen mit dem alten Automodell. In der Saison 2008 wurde nur noch das neue Car of Tomorrow eingesetzt.
- Pole-Position: Martin Truex junior
- Sieger: Jimmie Johnson
- Meiste Führungsrunden: Kyle Busch – 153
- Rennlänge: 334 Runden, 501 Meilen (806,28 Kilometer)
- Fahrer, die sich nicht für das Rennen qualifizierten: Ward Burton (#4), John Andretti (#49), Michael Waltrip (#55), Burney Lamar (#08), Kevin Lepage (#34)

### Checker Auto Parts 500 presented by Pennzoil – Avondale, Arizona
Kurzübersicht:
Das Checker Auto Parts 500, das 35. Rennen der Saison und neunte Rennen des Chase, fand am 11. November 2007 auf dem Phoenix International Raceway in Avondale, Arizona statt. Es war das 16. und letzte Rennen des Car of Tomorrow in der Saison 2007.
- Pole-Position: Carl Edwards
- Sieger: Jimmie Johnson
- Meiste Führungsrunden: Matt Kenseth – 93
- Rennlänge: 312 Runden, 312 Meilen (502,11 Kilometer)
- Fahrer, die sich nicht für das Rennen qualifizierten: Michael Waltrip (#55), A. J. Allmendinger (#84), Ward Burton (#4), John Andretti (#49), Dale Jarrett (#44), David Reutimann (#00)

### Ford 400 – Homestead, Florida
Kurzübersicht:
Das Ford 400, das 36. Rennen der Saison, zehnte Rennen des Chase und gleichzeitig letzte Rennen der Saison fand am 18. November 2007 auf dem Homestead-Miami Speedway in Homestead, Florida statt. Es war gleichzeitig das letzte Rennen mit dem alten Fahrzeugmodell, da das Car of Tomorrow ab der Saison 2008 in allen Rennen eingesetzt wurde.
- Pole-Position: Jimmie Johnson
- Sieger: Matt Kenseth
- Meiste Führungsrunden: Matt Kenseth – 214
- Rennlänge: 267 Runden, 400 Meilen (643,72 km)
- Fahrer, die sich nicht für das Rennen qualifizierten: Burney Lamar (#08), Michael Waltrip (#55), A. J. Allmendinger (#84), Todd Bodine (#4), John Andretti (#49), Joe Nemeckek (#78)